# Metroul din București
Metroul bucureștean este un sistem de transport care deservește capitala României, București. Construită în anii 1970 de către Întreprinderea „Metroul” București și deschisă pe 16 noiembrie 1979 sub administrarea Întreprinderii de Exploatare a Metroului, rețeaua s-a dezvoltat rapid până în 1989, după care schimbările politice au dus la oprirea aproape totală a creșterii. „Metroul” a fost divizată în cinci companii distincte, iar întreprinderea de exploatare a fost transformată pe rând în regie și apoi în societate comercială. Metrorex este deținută integral de Statul Român prin Ministerul Transporturilor, cel care asigură și subvenția ce acoperă aproximativ jumătate din veniturile companiei.
De-a lungul secolului XX au existat mai multe discuții și planuri de creare a unui sistem de metrou în București, însă de-abia în anul 1972, în urma aglomerării transportului de suprafață, a fost realizat un plan de execuție a metroului. Construcția primului tronson a început în 1975 și a fost realizată de unitățile de construcții din cadrul unor ministere, fiind terminată în 1979. Stațiile au fost realizate cu un aspect simplu, favorizând traficul mare de călători, iar materialul rulant a fost construit exclusiv în România, la Arad. În perioada 1979-1989 extinderea rețelei a continuat într-un ritm alert, însă lucrările au fost afectate de comenzile politice și schimbările de opinie ale conducerii statului, numele și traseul magistralelor fiind schimbate de mai multe ori.
După revoluția din 1989 au urmat două decenii de stagnare, în care au fost continuate doar proiectele deja existente și au fost deschise câteva stații pe magistralele deja construite. După 2010 extinderea a fost reluată, în următorul deceniu fiind inaugurate porțiuni din magistrala 4 și magistrala 5 și a fost proiectată magistrala 6 care să unească gara principală a orașului de aeroport.
In anul 2024, rețeaua de transport a metroului bucureștean se întinde pe 80.1 km de cale dublă, existând cinci magistrale cu 64 de stații, iar distanța medie între două stații este de 1,5 km. Rețeaua de metrou deține doar 4% din lungimea de transport public a orașului București și circa 20% din volumul total al călătorilor. În 2019, metroul din București a transportat 145,226325 milioane de pasageri, cu o medie zilnică în zilele lucrătoare de 600.000-800.000 de călători.
Datorită faptului că rețeaua de transport de suprafață este administrată de o altă companie decât metroul, deși există câteva stații intermodale, integrarea între transportul subteran și cel de suprafață este mai redusă decât ar fi de dorit. Inclusiv sistemul de tarifare este diferit, deși există un bilet comun STB-Metrorex. Prețul biletelor de metrou este stabilit de Ministerul Transporturilor prin ordin, iar plata călătoriei se face prin cartele magnetice și carduri RFID, fiind posibilă inclusiv plata directă cu cardul bancar. 
Planurile de dezvoltare viitoare ale metroului includ extensii ale primelor trei magistrale, finalizarea magistralelor 4 și 5 până la Gara Progresul, respectiv până la depoul Pantelimon, precum și construcția a încă două magistrale (M6 Gara de Nord-Aeroportul Otopeni și M7 Colentina-Rahova). În afară de M7, restul proiectelor au fost începute și se aflau la sfârșitul anului 2020 în diverse stadii de implementare. În paralel se derulează proiecte de modernizare a infrastructurii și instalațiilor existente.
Infrastructura rețelei este una specifică transportului subteran, incluzând peroane standard, acces pentru persoanele cu handicap în majoritatea stațiilor și sisteme de informare a călătorilor. infrastructura de comunicații și instalațiile sunt și ele adaptate mediului subteran. Ecartamentul și semnalizarea sunt compatibile cu cele are C.F.R., însă alimentarea se face la o altă tensiune, prin a treia șină sau prin pantograf în depouri.
Materialul rulant include patru tipuri de trenuri, pe lângă modelele IVA (Bucharest Metro 1) construite la Arad și care au echipat primele magistrale fiind achiziționate după 2000 și trenuri Bombardier Movia 346 (2 serii, cunoscute ca BM2 și BM21) pentru magistralele 1 și 3, CAF (BM3) pentru magistrala 2 și Alstom Metropolis (BM 4) pentru magistrala 5. Toate trenurile au dimensiuni fizice asemănătoare, adaptate liniilor existente, și toate includ sisteme de control și/sau conducere automată, compatibile cu sistemele de semnalizare de pe linii.

## Compania de exploatare
Societatea Comercială de Transport cu Metroul București „Metrorex” - S.A este o societate comercială cu capital integral de stat ce funcționează sub autoritatea Ministerului Transporturilor.:p. 5 Compania asigură serviciul de transport public de metrou în municipiul București pe baza unui contract de servicii publice de transport cu metroul. Deoarece costul biletelor (care este stabilit de minister:art. 8.1) și celelalte venituri nu acoperă costurile, compania este subvenționată de Statul Român, în anul 2019 primind aproximativ 617,5 milioane RON (subvenții pentru exploatare, dar și pentru investiții), sumă care reprezenta peste 50% din cheltuielile pentru acel an (1,25 miliarde RON). Suma crește anual, proporțional cu cheltuielile total.:p. 50
Compania a fost înființată în 1977 sub numele de „Întreprinderea de Exploatare a Metroului” (IEMB), fiind redenumită în Regia de exploatare a metroului „Metrorex” prin HG 686/03-10-1991   și ulterior în Societatea Comercială de Transport cu Metroul București „Metrorex” - S.A prin HG 482/17-06-1999.
În anul 2023, media lunară a călătorilor transportați de Metrorex a fost de aproximativ 11,9 milioane. Strategia de dezvoltare a companiei în perioada 2007-2030 este de a extinde rețeaua de metrouri la 150 de kilometri, printr-o investiție estimată la 6,5 miliarde Euro. Planificarea diverselor obiective incluse în această strategie este prezentată diferit în funcție de sursa folosită.:p. 172-174, 363

### Sindicate
Principala organizație sindicală din cadrul Metrorex este Uniunea Sindicatul Liber Metrou (USLM), condus de Marian Artimon, care are aproximativ 4200 de membri, aceasta nefiind însă singurul sindicat ce reprezintă angajații companiei. Sindicatul a fost implicat în numeroase scandaluri, legate în special de închirierea spațiilor comerciale de la metrou, care sunt concesionate către Sindomet SRL, firmă controlată de USLM. Sindicatul urmărește atât obiective legate de salariile angajaților sau condițiile de muncă, cât și de administrarea financiară și tehnică a operatorului. Sindicatele au fost cele care au adus în atenția opiniei publice în ultimii ani și unele probleme tehnice, precum necesitatea tăierii peroanelor după achiziționarea trenurilor CAF.

## Întreprinderea „Metroul” București și urmașii săi
Întreprinderea „Metroul” București (IMB) a fost înființată pe 3 februarie 1975 și avea ca scop proiectarea și construirea rețelei de metrou conform planurilor elaborate de Institutul Proiect Bucureșți (IPB).:p. 38 A fost condusă până la revoluția din 1989 de generalul de artilerie Petre Constantinescu, secondat în primii ani de Nicolae Popa, fost director al IPB.:p. 38 Compania a recrutat personal din cadrul altor întreprinderi cu responsabilități în realizarea de lucrări subterane, precum exploatările miniere din Valea Jiului, Întreprinderea de Construcții Hidrotehnice și Foraje (ICHF):p. 42 sau CFR.
Prin HG 294/20-04-1991, Întreprinderea „Metroul” București era divizată în 5 societăți distincte, în funcție de obiectul de activitate.

### Compania de proiectare - Metroul S.A.
Metroul S.A. este compania care realizează proiectarea metroului din București. Ea a fost înființată în 1991 prin divizarea Întreprinderii „Metroul” București în mai multe companii diferite, operațiune prin care compania a primit prerogative privitoare la activitatea de proiectare și de studii preliminare pentru dezvoltarea rețelei de metrou. În 1993 compania a fost privatizată. Deși în acte compania este deținută de angajați, presa a speculat în 2013 asupra faptului că ar fi de fapt controlată de USLM, contractele dintre Metrorex și Metroul făcând obiectul mai multor articole de presă.

### Companiile de construcții
Tungal Metrou este o companie de construcții constituită prin reorganizarea Întreprinderii "Metroul" București, Antrepriza exploatare pentru lucrări de construcții subterane (AELCS) în anul 1991. Rolul său era executarea de lucrări de construcții de tuneluri și galerii de metrou, alte lucrări similare și prestarea de servicii cu utilaje și mijloace de transport pentru celelalte societăți comerciale care concură la construcția metroului, în țară și în străinătate. Compania a moștenit scuturile folosite la construcția primelor magistrale și a continuat să presteze servicii pentru metrou până  în 2004. A fost privatizată în 1994 și s-a reprofilat pe construcția de obiective civile și industriale.
Comet S.A. a fost desprinsă din Antrepriza de construcții subterane și executa lucrări de construcții stații, depouri, galerii și alte lucrări pentru metrou și a presta servicii de specialitate în țară și străinătate.
Foretis S.A. a fost desprinsă din Antrepriza exploatare pentru lucrări de construcții subterane și executa lucrări de foraje de depresionare a pânzei freatice, injecții de etanșare tuneluri, galerii și stații, ancoraje, piloți forați, pereți mulați, fundații de mare și mică adâncime, montaje de utilaje, echipamente și instalații specifice la lucrări de metrou, în țară și străinătate.
Sopmet S.A. a fost desprinsă din Antrepriza exploatare pentru lucrări de construcții subterane și executa prestări de servicii privind întreținerea și reparația utilajelor de construcții subterane, confecții metalice, reparații utilaje de mică mecanizare, specifice lucrărilor de construcții, în țară și străinătate.

## Istoria

### Proiecte
În anul 1908, un tânăr student, Dimitrie Leonida, își alegea ca temă a diplomei sale de licență proiectul construcției unui metrou în București. Primele tentative de a construi un metrou în București datează din anii 1909 – 1910, în contextul negocierilor cu firma Siemens & Halske referitoare la concesionarea construirii liniilor de tramvai din oraș. Inginerii Dimitrie Leonida și Elie Radu, membri ai Consiliului Tehnic al Bucureștiului, propuneau construirea metroului, deoarece sumele cerute de firma germană pentru liniile de tramvai erau foarte mari și ar fi putut acoperi costurile metroului.
Propunerea a fost reluată în 1929 – 1930, în cadrul comisiei conduse de arhitectul Duiliu Marcu ce discuta Planul de sistematizare a Capitalei, dar soluția nu a fost reținută în cadrul documentului final deoarece s-a considerat că Bucureștiul putea fi încă acoperit „la limită” de transportul în comun de suprafață, ce avea o viteză medie de 20-30 km/h. Memoriul justificativ menționa că „probabilitatea de înfăptuire este destul de îndepărtată”, dar că sistemul de străzi principale permitea realizarea ulterioară a metroului prin tranșee descoperite.:pp. 38-39
La începutul anilor 1940, când în București au fost întreprinse ample lucrări de modernizare, precum și amenajarea salbei de lacuri pe râul Colentina și acoperirea râului Dâmbovița cu un planșeu de beton în zona Palatului de Justiție (planșeu înlăturat cu ocazia lucrării „Amenajarea Râului Dâmbovița în Municipiul București”, aprobată prin Decretul Consiliului de Stat al Republicii Socialiste România nr. 242/1987) s-a pus din nou problema construirii metroului, ca singura soluție de preluare a fluxurilor de călători într-un oraș cu aproape 1 milion de locuitori. Proiectul planșeului prevedea chiar 2 locuri libere (câte unul pe fiecare mal) prin care să poată fi construit ulterior metrou. Se prevedea construirea a 3 linii, între Hipodrom și Piața Unirii (8,2 km), de la Gara București Est până la Șoseaua Academiei intersecție cu Știrbei Vodă (5,5 km) și între Gara de Nord și Piața Victoriei (1,3 km), prin săpături de la suprafață. Izbucnirea celui de-al Doilea Război Mondial a făcut uitată și această inițiativă.
În anul 1952 s-a emis o Hotărâre a Consiliului de Miniștri privind înființarea Institutului de Proiectare și a Direcției Generale a Metroului din București, ambele subordonate Ministerului Transporturilor. Timp de doi ani s-au elaborat studii, dar, sub influența școlii sovietice, care recomanda pentru metrou și funcția de apărare, spre a fi folosit ca adăpost împotriva bombelor în caz de război, s-au avut în vedere adâncimi între 20 și 40 m. Aceasta ar fi implicat costuri foarte mari, imposibil de acoperit de o economie șubredă. Ca urmare s-a hotărât desființarea unităților create și amânarea sine die a construcției metroului. Planurile din acea perioadă prevedeau 4 magistrale, diferite de cele din prezent:
- magistrala I: Atelierele Grivița — Portul București (actuala zonă Văcărești);
- magistrala II (diametrala Nord-Sud): Parcul de Cultură și Odihnă IV Stalin (Parcul Herăstrău) — Comuna Progresul (în prezent cartier Progresul);
- magistrala III (diametrala Est-Vest): Uzinele 23 August — Fabrica de Confecțiuni Gheorghe Gheorghiu Dej (zona Apaca);
- magistrala IV: Colentina—Piața Rahovei

În 1970, Întreprinderea de Transport București (ulterior redenumită RATB și STB) nu mai reușea să asigure transportul în comun în zonele nou construite ale orașului, chiar dacă rețeaua era una din cele mai mari din Europa. În anul 1971, în cadrul Consiliului Popular al Municipiului București (CPMB) s-a înființat o Comisie centrală condusă de președintele CPMB, Dumitru Popa, precum și un colectiv de lucru, format din specialiști de la ITB, IPB etc., cu misiunea de a se documenta și a prezenta studii pentru realizarea metroului. Aceasta a ajuns la concluzia că unica soluție potrivită ar fi construirea unei rețele de trenuri subterane.

### Construcția primelor trei magistrale

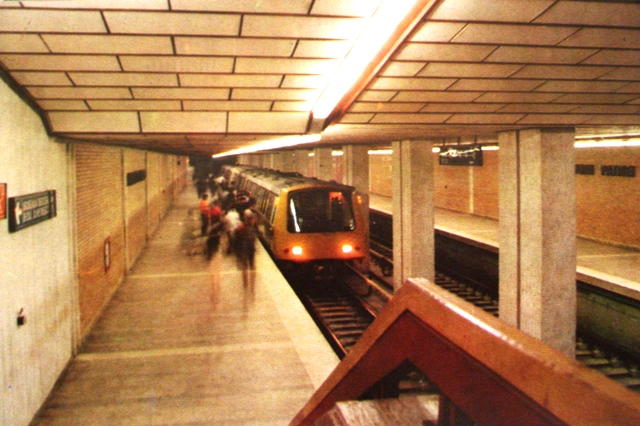
Ramă de tip IVA în stația Apărătorii Patriei

În februarie 1972, la indicația conducerii statului, s-a constituit un colectiv pentru proiectarea metroului din București, compus din aproape 30 de specialiști, din diferite ministere, institute de studii și cercetări, învățământul superior și întreprinderi de construcții, colectiv condus de Vasile Bumbăcea, adjunctul ministrului transporturilor și telecomunicațiilor. Colectivul a prezentat, în cursul anului 1972, propunerile sale organelor de stat și în decembrie 1973, șefului statului, Nicolae Ceaușescu.
În octombrie 1974 Comitetul Executiv ține o ședință în care „se aprobă să se treacă la elaborarea documentațiilor tehnice de construcția metroului în Capitală. Comitetul Executiv a stabilit ca lucrările de construcție a primei linii de metrou să înceapă în cursul anului 1975”. Proiectul prevedea în acel moment existența a trei magistrale, diferite de cele existente în prezent:
- magistrala I (Stăvilarul Ciurel—Titan) era orientată est-vest și avea patru tronsoane: Semănătoarea—Timpuri Noi; Timpuri Noi—Republica; derivația Eroilor—I.R.E.M.O.A.S. (în prezent Preciziei); derivația Semănătoarea—Podul Grant (stație care a fost înlocuită de Crângași)
- magistrala II (platforma Pipera—cartier Berceni) era orientată nord-sud
- magistrala III urma să fie o magistrală inelară de 40 km care să faciliteze legătura între toate cartierele capitalei[33]

În anul 1975 s-au declanșat efectiv lucrările de construcție a metroului. Pe baza Notei de Cancelarie a Conducerii din 16 ianuarie 1975, privind „unele probleme legate de construcția metroului“, Consiliul de Stat al RSR a emis, în 3 februarie 1975, Decretul nr. 15, prin care se înființa Întreprinderea Metroul București (IMB), care urma să fie proiectant general, antreprenor general și beneficiar al investiției. După reorganizarea din 1991, Metroul S.A. a rămas compania care se ocupă și astăzi de dezvoltarea rețelei. 
Fiindcă Bucureștiul se află pe un strat acvifer, majoritatea stațiilor și tunelelor a fost construită folosind o metodă de „a săpa și a acoperi” (în engleză cut and cover) rezultând în faptul că metroul din București este puțin adânc. Primul tronson, situat de-a lungul Dâmboviței, a fost realizat în acest fel. Tronsonul nu a fost construit de IMB, care nu era operațională la momentul începerii săpăturilor, ci a fost împărțit în patru porțiuni, realizate de unitățile de construcții din cadrul Ministerului Energiei Electrice, Ministerului Transporturilor, Ministerului Construcțiilor Industriale și Ministerului Agriculturii.:pg. 49

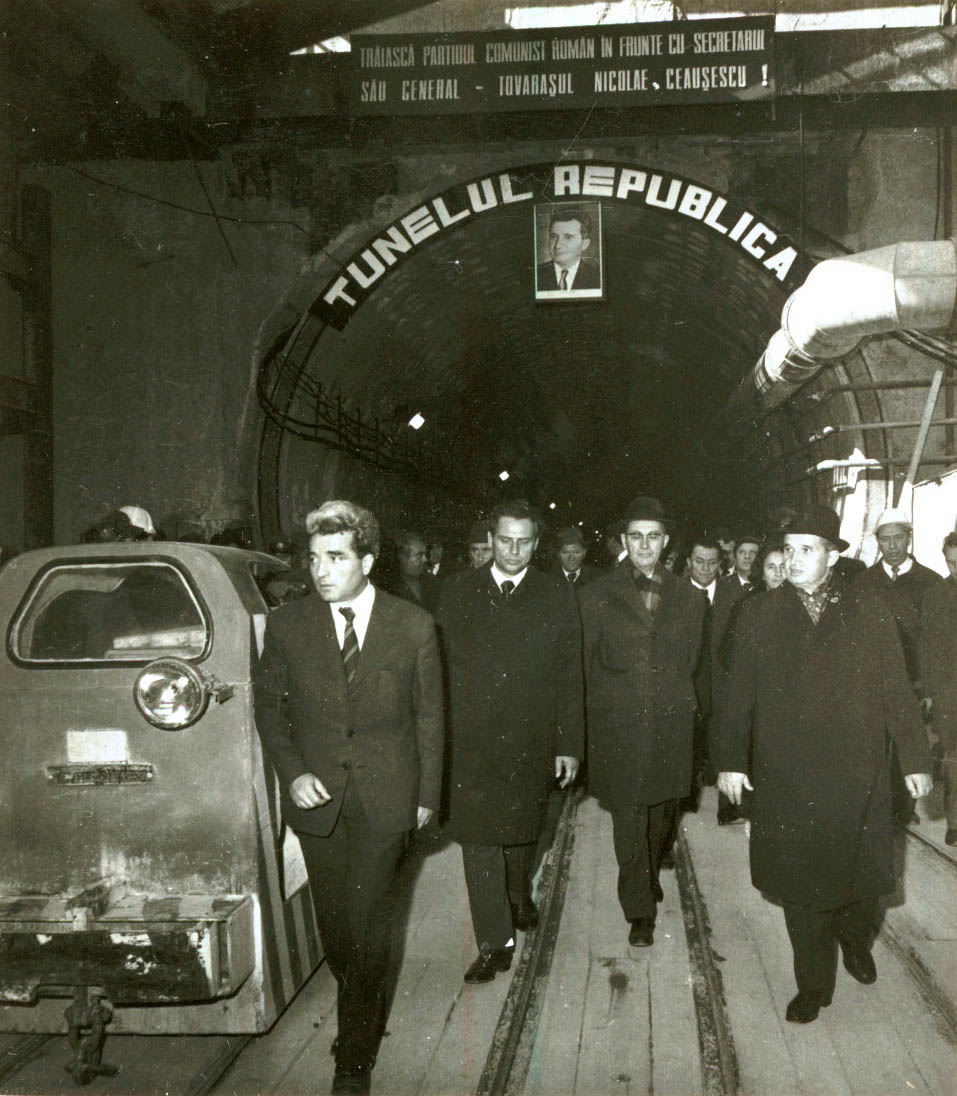
Nicolae Ceaușescu în vizită la tunelul Republica, în 1977.

Cealaltă metoda utilizată pentru construcție a fost forarea mecanică a solului sub suprafață la o adâncime medie de 15 m. Cerințele inițiale prevedeau construirea a 6 scuturi manuale și 4 scuturi automate la Uzinele 23 August, însă în final nu au fost realizate decât scuturi manuale. Scuturile pentru metrou erau o copie la scară redusă a celor realizate de Institutul de Proiectări pentru Căi Ferate (IPCF) pentru realizarea tunelurilor pe magistralele CFR. Forța de împingere a fiecărui scut era de 4.000 t și era realizată prin 32 de vinciuri hidraulice.:pp. 102-118  Aveau un diametru al săpăturii de 6,6 m, iar dimensiunea exterioară a cilindrului de bolțari era de 6,4 m, diferența fiind umplută cu mortar.:p. 133 Se foloseau bolțari de 35 cm realizați din beton de înaltă rezistență, ceea ce a dus la un diametru final al tunelurilor săpate cu scutul de 5,7 m, mai mare față de dimensiunea minimă necesară de 5,3 m.:pp. 64-66
Construcția metroului a ocazionat unele premiere tehnice pentru România, precum înghețarea experimentală a terenului pentru realizarea galeriilor în zonele cu sol nisipos, soluție care nu a fost însă generalizată datorită problemelor tehnice întâmpinate. Subtraversarea Dâmboviței a presupus de asemenea lucrări importante, inclusiv devierea râului prin 3 conducte de 1,6 m diametru în zona Piața Unirii, lucrare realizată pe 22 februarie 1985.
De asemenea, lucrările au fost afectate de comenzile politice și schimbările de opinie ale conducerii statului, ce pot fi urmărite de-a lungul notelor de cancelarie succesive. Un caz deosebit l-a constituit stația Piața Romană, care a fost anulată după începerea lucrărilor de construcție. Persoanele care au influențat această decizie și motivele reale variază în funcție de sursă, însă a rămas cunoscută justificarea oferită de unul din soții Ceaușescu: „studenții să meargă pe jos”. Ulterior s-a revenit asupra deciziei și stația a fost deschisă în 1988.
Rețeaua nu a fost proiectată în stilul celorlalte rețele din Europa de Est. În primul rând, stațiile de pe liniile inițiale erau mai moderne, cu un aspect simplu, fără mozaicuri și alte ornamente. Obiectivul principal al stațiilor era viteza de trecere și modernitatea. În al doilea rând, toate trenurile au fost fabricate în România, nefiind făcute după modelul sovietic, folosit în celelalte state ale blocului estic. Fiecare stație avea o culoare predominantă (multe erau alb-gri - Piața Unirii 2, Universitate, Politehnica, Armata Poporului, dar și albastru deschis - Obor și Gara de Nord, portocaliu - Tineretului și altele), un design diferit și volum mare. Cu toate acestea, multe stații sunt întunecate, din cauza politicii de economisire a energiei de la sfârșitul anilor 80. Modernizările succesive nu au reparat decât parțial această problemă.
Stațiile mari, ce asigură legătura între diferitele magistrale poartă nume diferite (de exemplu Victoriei 1 și Victoriei 2). Pe harta oficială a rețelei, ele sunt desenate ca două stații diferite, cu o legătură între ele, deși în practică este vorba de o singură stație cu peroane la niveluri diferite, Există totuși și o excepție: Gara de Nord 1 și Gara de Nord 2 sunt două stații distincte. Pentru a trece din una în cealaltă, călătorii trebuie să iasă din rețea și să plătească un alt bilet. Din acest motiv, stația Basarab este folosită pentru a face legătura între magistralele 1 și 4.

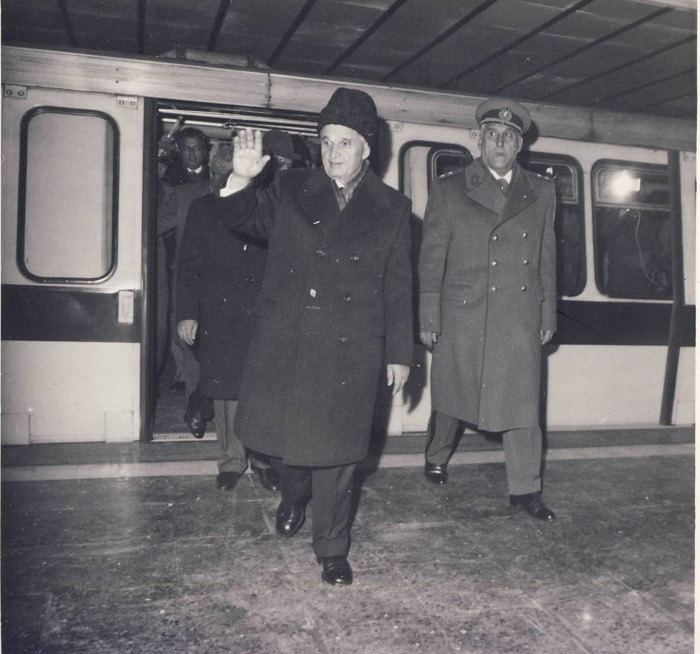
Nicolae Ceaușescu participă la inaugurarea tronsonului Timpuri Noi-Republica

Prima linie, M1, a fost dată în folosință pe 16 noiembrie 1979, între Semănătoarea și Timpuri Noi, în beneficiul călătorilor din 19 noiembrie 1979 iar inaugurarea oficială a avut loc o lună mai târziu, pe 19 decembrie 1979. Lungimea liniei era de 8,63 km și avea 6 stații. După aceasta, au fost deschise în ordine următoarele segmente::p. 7
- 28 decembrie 1981: M1 Timpuri Noi - Republica; 10,1 km, 6 stații
- 19 august 1983: M1 (în prezent M3) Linia Eroilor - Industriilor; 8,63 km, 4 stații (Gorjului a fost adăugată ulterior)
- 22 decembrie 1984: M1 Semănătoarea - Crângași; 0,97 km, 1 stație
- 24 ianuarie 1986: M2 Piața Unirii 2 - Depoul I.M.G.B.; 9,96 km, 6 stații (Tineretului și Constantin Brâncoveanu adăugate ulterior)
- 6 aprilie 1986: M2 Tineretului; 0,0 km, 1 stație
- 24 octombrie 1987: M2 Piața Unirii 2 - Pipera; 8,72 km, 5 stații (Piața Romană adăugată ulterior)
- 24 decembrie 1987: M1 Crângași - Gara de Nord 1; 2,83 km, 1 stație (Basarab adăugată ulterior)
- 28 noiembrie 1988: M2 Piața Romană; 0,0 km, 1 stație
- 5 decembrie 1988: M2 Constantin Brâncoveanu; 0,0 km, 1 stație
- 17 august 1989: M3 (în prezent M1) Gara de Nord 1 - Dristor 2; 7,8 km, 6 stații

Actuala magistrală 3 a fost de fapt cea de-a doua construită. Fragmentul de linie dintre Eroilor și Industriilor a fost deschis pe 19 august 1983, funcționând ca o ramificație a magistralei 1. Anul următor, a fost deschisă o legătură între Semănătoarea și Crângași iar pe 24 ianuarie a fost dat în uz primul tronson al magistralei 2 cu un nou depou. Noua linie a legat Piața Unirii cu partea meridională a orașului, terminându-se la stația Depou IMGB. La 24 octombrie 1987 s-a prelungit linia 2 până la Pipera, dându-i-se forma sa actuală. Tot în acel an, pe 24 decembrie, a fost deschisă și prelungirea magistralei 1 de la Crângași până la Gara de Nord. La data de 17 august 1989 linia 1 a fost extinsă din nou, până la Dristor, ceea ce a fost ultima investiție în metrou din partea guvernului comunist.:p. 7

### Perioada 1990-2010

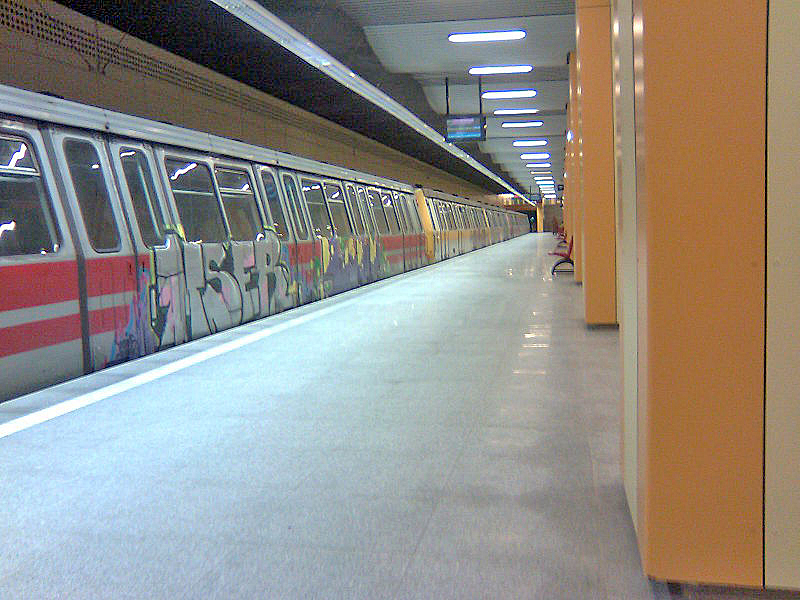
Stația Anghel Saligny

După revoluția română și căderea regimului lui Nicolae Ceaușescu, dezvoltarea rețelei a încetinit considerabil. Între 1990 și 2000 au fost deschise doar trei stații, incluzând două în tunelurile existente:
- 7 iulie 1991[41] (după alte surse în ianuarie 1990[6] sau mai 1991[12]): M1 Republica - Pantelimon; 1,43 km, 1 stație
- 26 august 1992: M1 Basarab; 0,0 km, 1 stație
- 31 august 1994: M3 Gorjului; 0,0 km, 1 stație (inaugurată jumătatea de stație în direcția vest, cealaltă jumătate în direcția est deschisă în 1998)[12]

Pe 1 martie 2000 magistrala 4, având aproape 4 km de lungime și conținând patru stații a fost deschisă. Pe 1 iulie 2011 a fost deschis și segmentul 1 Mai - Jiului - Parc Bazilescu (2,62 km) din această magistrală.
De la Nicolae Grigorescu, o linie secundară (prelungirea Magistralei 3 Industriilor-Eroilor) spre est până la Linia de Centură a fost inaugurată pe 19 noiembrie 2008, având 4,75 km și patru stații: Nicolae Grigorescu, 1 Decembrie 1918, Nicolae Teclu și Anghel Saligny. Investiția în acest segment a fost de 145 de milioane de euro.
Lucrările la toate aceste magistrale fuseseră începute în perioada comunistă. Prima magistrală nouă planificată după schimbarea regimului a fost M5, care a fost inaugurată în septembrie 2020.
În a doua parte a acestei perioade s-au făcut achiziții importante de material rulant, fiind achiziționate 44 de trenuri Bombardier ce au înlocuit o parte din ramele IVA.:p. 15 De asemenea, activitatea de mentenanță a fost externalizată către Alstom pentru 15 ani, începând cu 1 iulie 2004,:p. 24 la un preț mai mare decât cel plătit pentru contracte similare în alte rețele de metrou, ceea ce a dat naștere unor bănuieli de corupție.
În anul 2009 au fost redenumite 8 stații de metrou pentru a le corela denumirile cu noile realități ale orașului: pe M1 Semănătoarea a devenit Petrache Poienaru, pe M2 stațiile IMGB și Depoul IMGB au fost redenumite, respectiv, Dimitrie Leonida și Berceni, pe M3 Armata Poporului a devenit Lujerului, Industriilor a devenit Preciziei, Policolor a devenit Nicolae Teclu, iar Linia de Centură a fost numită Anghel Saligny, iar pe M4 Laromet a devenit Laminorului înainte de deschidere.

### A doua perioadă de extindere
În urma aprobării Strategiei globale de dezvoltare și modernizare a transportului cu metroul în București 2008-2030 a fost reluată extinderea rețelei de metrou atât prin construirea de magistrale noi, cât și prin extinderi ale magistralelor aflate în exploatare.:pp. 46-49 Pe magistrala 4, segmentul 1 Mai - Jiului - Parc Bazilescu (2,62 km) a fost dat în exploatare la 1 iulie 2011,  iar pe 31 martie 2017 a fost finalizat proiectul inițial al racordului, prin deschiderea segmentului Parc Bazilescu - Străulești. Pentru prelungirea magistralei până la Gara Progresul (cartierul Giurgiului) au fost realizate studii de fezabilitate și lucrări de proiectare.:pp. 46-49

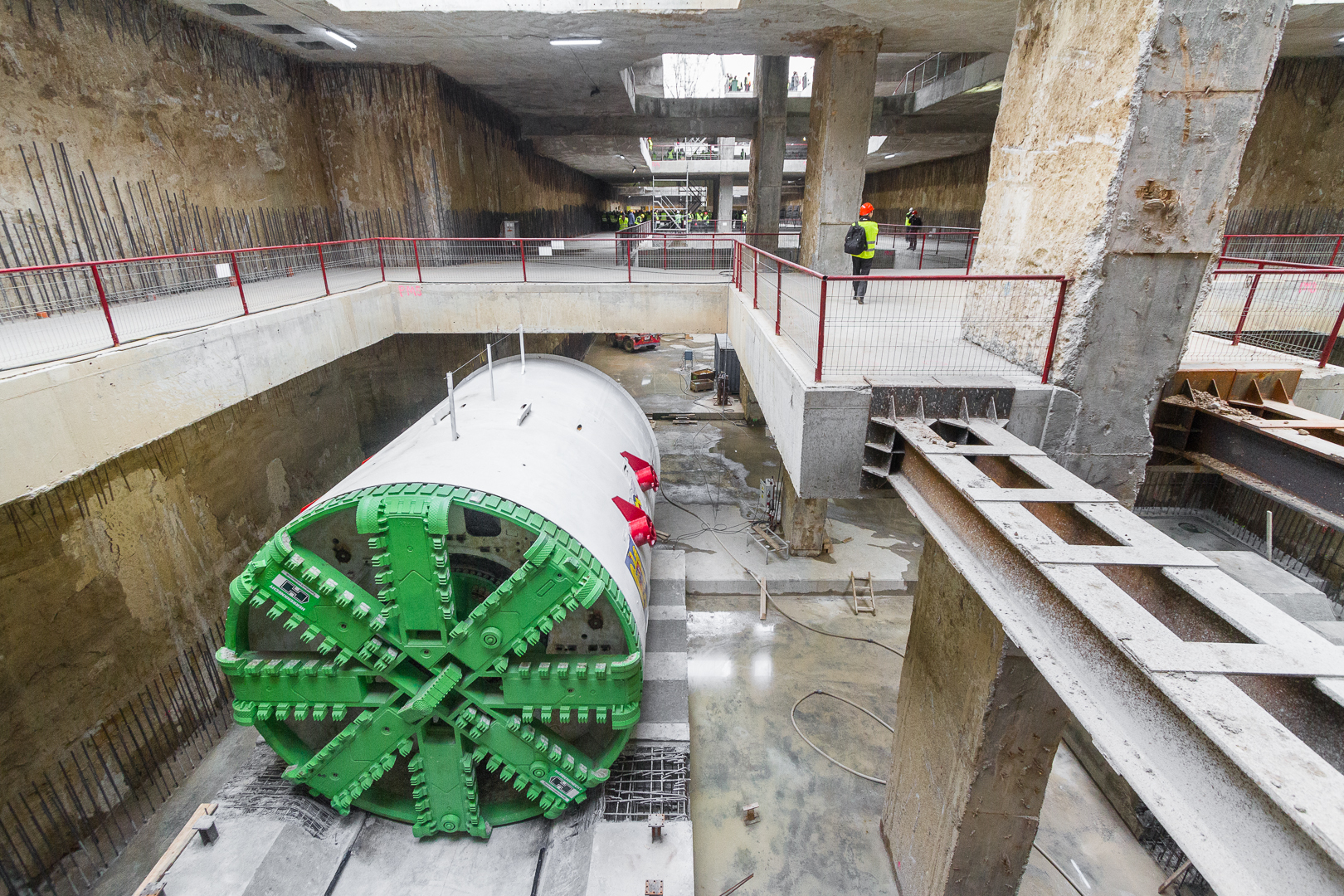
TBM în stația Academia Militară

Prima licitație pentru realizarea magistralei 5, prima concepută integral după Revoluția din 1989, a fost lansată în noiembrie 2008 pentru tronsonul Râul Doamnei – Universitate, însă din lipsa mijloacelor financiare, a fost anulată în ianuarie 2010. În mai 2010 a fost aprobat în Camera Deputaților acordul de împrumut între Metrorex și Banca Europeană de Investiții, care fusese semnat în noiembrie 2009, pentru o sumă de 883 milioane de euro.
Conform estimărilor inițiale ale Metrorex, tronsonul de metrou Râul Doamnei – Universitate urma să aibă o lungime de 9,06 km și 14 stații de metrou. În stația Eroilor se realiza legătura cu Magistralele 1 și 3 de metrou, iar în stația Universitate se realiza legătura cu Magistrala 2. Numele și numărul stațiilor au cunoscut anumite modificări pe parcursul proiectului, în ultima variantă existând 10 stații și un depou. Ultima parte din tronsonul inițial, Eroilor–Universitate, a fost amânată, fiind inclusă în aceeași etapă ca și segmentul Universitate–Piața Iancului.
În ianuarie 2010 au fost lansate alte două licitații, pentru realizarea tunelurilor și stațiilor până la Eroilor, respectiv realizarea tunelului și depoului Valea Ialomiței, ai căror câștigători au fost anunțați în februarie și martie 2011. Lucrările au început în același an, însă alocările bugetare insuficiente din 2012 și 2013 au redus mult ritmul lucrărilor. În august 2013 acest proiect a fost inclus între proiectele care puteau beneficia de finanțare europeană.
Săparea efectivă a tunelurilor a început pe 25 septembrie 2013, până în iunie 2016 fiind realizate aproximativ 90% din lucrările de structură. În anul 2015, Metrorex a semnat un contract pentru realizarea finisajelor și instalațiilor pentru secțiunea Râul Doamnei-Hașdeu cu o asociere formată din Astaldi, FCC Construccion (cele 2 firme care au realizat și lucrările de structură), UTI și Activ Group Management. Contractul pentru automatizare și siguranța circulației a fost semnat în aprilie 2019 cu Alstom, compania care se ocupă de mentenanța trenurilor de metrou.
Construcția interstației Academia Militară–Eroilor a fost marcată de surparea pe 12 decembrie 2015 a unei porțiuni din Bulevardul Eroilor ce a afectat și câteva clădiri din zonă. Traficul din zonă a fost deviat timp de mai multe luni, fiind evacuați și unii locuitori din zonă.
Data estimată de dare în folosință a tronsonului până la Eroilor a fost amânată de mai multe ori, mai întâi pentru 2017, apoi pentru prima parte a anului 2018, martie 2019 și în cele din urmă sfârșitul anului 2019. În august 2019 și această dată a fost pusă sub semnul întrebării de o datorie a Metrorex către antreprenorul general. Segmentul Râul Doamnei - Eroilor a fost dat în folosință publicului pe 15 septembrie 2020.
După 2010 s-au făcut mai multe achiziții de material rulant: în 2011 au fost achiziționate 16 trenuri de tip CAF, iar după punerea lor în funcțiune în 2014, a fost semnat un contract pentru încă 8 trenuri, ce au fost livrate începând cu 2015.
Pentru materialul rulant necesar întregii magistrale 5 a fost lansată în 2014 o licitație ce prevedea achiziția a 51 de rame. Licitația a fost câștigată de Construcciones y Auxiliar de Ferrocarriles (CAF), dar o investigație a DNA a dus la anularea licitației și la condamnarea unora din membrii comisiei de licitație.   În decembrie 2015 un angajat al Metrorex și unul al CAF au fost trimiși în judecată pentru oferirea de informații secrete către CAF, respectiv pentru instigare la folosirea de informații secrete fiind condamnați în primă instanță la închisoare cu suspendare. O nouă licitație pentru achiziția a 13 trenuri destinate secțiunii Râul Doamnei - Eroilor a fost lansată pe 22 martie 2019. Aceasta prevedea și achiziția unui simulator, a unui set de scule specializate, precum și opțiunea de a mai achiziționa încă 17 trenuri. Licitația a fost câștigată de Alstom.
În al doilea deceniu al secolului XXI a fost constatată saturarea rețelei de metrou, și în special a liniei M2 datorată polului de birouri din zona de nord a orașului, dar și a vitezei comerciale reduse a RATB. Măsurile pe termen scurt au inclus mărirea numărului de mecanici pentru reducerea timpului de întoarcere la capetele de linie, evitarea sosirii simultane a trenurilor în ambele sensuri, precum și limitarea accesului călătorilor în stațiile de corespondență, pentru a ușura traficul.

### Restricțiile datorate pandemiei de Covid-19 și perioada de după
Pandemia de Covid-19 a dus la instituirea unor limitări ale libertății de circulație ce au provocat o scădere de aproape 50% a numărului de călători transportați în 2020 (de la 179 de milioane în 2019 la 90,5 milioane în 2020 și 91,5 milioane în 2021).:p. 38 Gradul de utilizare a crescut după ridicarea restricțiilor fără a reveni la nivelurile pre-pandemice, în primele 5 luni din 2022 metroul având 54 de milioane de călători.
Scăderea numărului de călători suprapusă cu creșterea personalului ca urmare a deschiderii circulației pe Magistrala 5 a dus la o înrăutățire semnificativă a stării financiare a companiei, care au dus la mărirea subvenției plătite de Stat de la 457 de milioane de lei în 2019 la 872 milioane lei.:p. 41 Acest lucru nu a fost suficient pentru a echilibra bugetul, Metrorex acumulând datorii la Alstom pentru mentenanța trenurilor de metrou, ceea ce a dus la reducerea serviciilor prestate și implicit al parcului circulant, afectând intervalul de succedare a trenurilor chiar în perioada în care traficul creștea din nou după pandemie.
După alegerile parlamentare din 2020, ministrul transporturilor de atunci, Cătălin Drulă, a cerut închiderea spațiilor comerciale de la metrou, care erau închiriate de Sindomet, companie controlată de sindicatul Metrorex. Deoarece dispozițiile de demolare trebuiau date de primarii de sector, acest lucru nu s-a întâmplat în toate sectoarele, primăria sectorului 3 refuzând să emită avizele necesare.
În perioada Pandemiei de Covid-19 s-a desfășurat și realizarea extinderii M2 către sud cu stația Tudor Arghezi și dublarea liniei de metrou de după depoul Berceni. La sfârșitul anului 2021 a fost semnat un protocol între Ministerul Transporturilor și primăria sectorului 4 privitor la extinderea M2 și mai departe, până în județul Ilfov. Studiul de prefezabilitate pentru acest proiect, finalizat în noiembrie 2022, prevedea extinderea magistralei cu 3 km și 3 noi stații în comuna Berceni.

### Personalități asociate cu metroul
Stațiile metroului din București au fost concepute de diferiți arhitecți: Manuela Antip, Gheorghe Beznilă, Adriana Bunu, Dan Costinescu, Viorica Curea, Lia Dima (Piața Victoriei), Geta Gabrea, Ion Marineci, Clement Moldoveanu, Victoria Navrescu Radu (Piața Universității), Alin Negoescu, Ioan Novițchi, Alexandru Panaitescu, Ileana Papina, Doina Patra, Ion Podocea, Bogdan Popovici, Cătălin Stanciu.
Până la Revoluție, Întreprinderea Metroul a fost condusă de generalul Petre Constantinescu timp de 15 ani. În mandatul acestuia au fost realizate primele 3 magistrale.
Costin Georgian a fost director tehnic al Metrorex între 1981 și 1992. El a murit cu o zi înainte de inaugurarea stației Basarab, iar stația Muncii a fost redenumită în onoarea sa.

### Descoperiri arheologice legate de edificarea rețelei
Datorită caracterului subteran al rețelei, construcția metroului a fost însoțită permanent de descoperiri arheologice, variind de la oase de bizon la beciuri și canalizări din secolele XVIII-XIX.
În primul tronson construit (parte din M1), în sectorul Palatului de Justiție, descoperirile semnificative includ o canalizare din olane de lut datând de la începutul secolului al XIX-lea, farfurii serigrafiate datate (aproximativ) în secolule XV-XVI, dar și oase de bizon din paleolitic. În dreptul bisericii Domnița Bălașa au fost identificați stâlpi de stejari ce făceau parte din parapetul ridicat pe malul drept al Dâmboviței, iar la nord de biserică au fost găsite urme ale unui pod ce traversa râul sub actuala  Cale a Rahovei. În apropiere au mai fost găsite fragmente din fundațiile unor construcții din secolele XVIII-XIX, împreună cu ornamente de fațadă și diferite fragmente de vase ceramice. Și lângă Hanul lui Manuc au fost identificate, la 0,9 m adâncime față de nivelul solului din 1981, urme ale parapetului Dâmboviței înainte de regularizare, precum și fragmente ceramice din secolele XVII-XIX.  În zona Piața Unirii, datorită suprafeței mari afectate de lucrări, au fost descoperite cantități importante de materiale mărunte, precum și un fus de coloană identificat ca aparținând caselor lui Preda din Brâncoveni.
Traseul liniei M2 trece prin partea centrală a orașului medieval, săpăturile din această zonă scoțând la iveală vestigii ale infrastructurilor medievale și moderne ale orașului. În zona magazinului Cocor a fost identificată o porțiune din Calea Moșilor conținând ziduri, pavimente, conducte de canalizare etc. Investigațiile arheologice au indicat construcții dispuse una lângă alta, formând un front închis, cu parcele înguste, ceea ce indică o zonă comercială, diferită de restul orașului. Casele aveau pivnițe situate la 2,5–4,5 m adâncime, unele având urme de pardoseli de lemn sau piatră.  Mai spre nord, în Piața Universității, construcția metroului a completat datele arheologice existente deja din săpături anterioare. În afara orașului medieval, în dreptul cinematografului Patria, au fost descoperite în perioada 6-10 august 1986 două pivnițe mari, din secolul XVIII-XIX. Încăperile aveau 14×8×4 m, erau construite din cărămidă și aveau câte 3 coloane centrale și pardoseală din lemn. Ele au fost atribuite clădirii Poștei domnești ce apare pe planurile Bucureștiului din 1852 și 1871.
Și pe traseul M4 au fost găsite oseminte și piese de silex. Pe M5, în zona Răzoare au fost identificate mai multe crame din secolul al XIX-lea.

## Magistralele și stațiile
Rețeaua este formată din cinci magistrale funcționale și una în execuție: M1, M2, M3, M4, M5 și M6 (în execuție). În total, sistemul are 79,6 de km lungime și 63 de stații, cu o distanță medie de 1,5 km între stații.:p. 173 Printre planurile Metrorex s-a numărat și reducerea acestei distanțe, considerată prea mare, prin construirea de stații intermediare pe magistralele existente, însă aceste planuri nu se mai regăsesc în planificarea pentru perioada 2016-2030.
Magistrala 1 formează în mare parte o centură care înconjoară centrul orașului, având și un fragment al traseului comun cu magistrala 3, care îl traversează de la vest la est. Magistrala 2 traversează orașul de la nord la sud, iar magistrala 4, acum cea mai scurtă, leagă Gara de Nord cu cartierele situate în partea de nord-vest a municipiului.
În octombrie 2019 se mai afla în execuție magistrala M5 și în pregătire M6, precum și o serie de proiecte de studii pentru prelungirea magistralelor existente. În 15 septembrie 2020 a fost dată în folosință M5 (Râul Doamnei - Eroilor 2).
| Număr | Culoare    | Capete                                               | Deschidere     | Lungime (km)                  | Număr stații         | Călători pe an (2023) | Stadiu lucrări       |
| ----- | ---------- | ---------------------------------------------------- | -------------- | ----------------------------- | -------------------- | --------------------- | -------------------- |
| M1    | Galben     | Dristor 2 — Pantelimon                               | 1979           | 31,01                         | 22                   | 59218853              | în funcțiune         |
| M2    | Albastru   | Pipera — Tudor Arghezi                               | 1986           | 20,38                         | 15                   | 52506232              | în funcțiune         |
| M3    | Roșu       | Preciziei — Anghel Saligny                           | 1983           | 22,2                          | 15                   | 21634065              | în funcțiune         |
| M4    | Verde      | Străulești — Gara de Nord — Gara Progresul           | 2000           | cca. 19,6 (7,44 în funcțiune) | 21 (8 în funcțiune)  | 5305686               | parțial în funcțiune |
| M5    | Portocaliu | Râul Doamnei — Eroilor — Piața Iancului — Pantelimon | 2020           | 16,2 (7 în funcțiune)         | 22 (10 în funcțiune) | 6561489               | parțial în funcțiune |
| M6    | Lila       | Gara de Nord — Aeroportul Otopeni                    | 2027 (estimat) | 14,2                          | 12                   | 0                     | planificată          |

### Integrarea cu transportul de suprafață

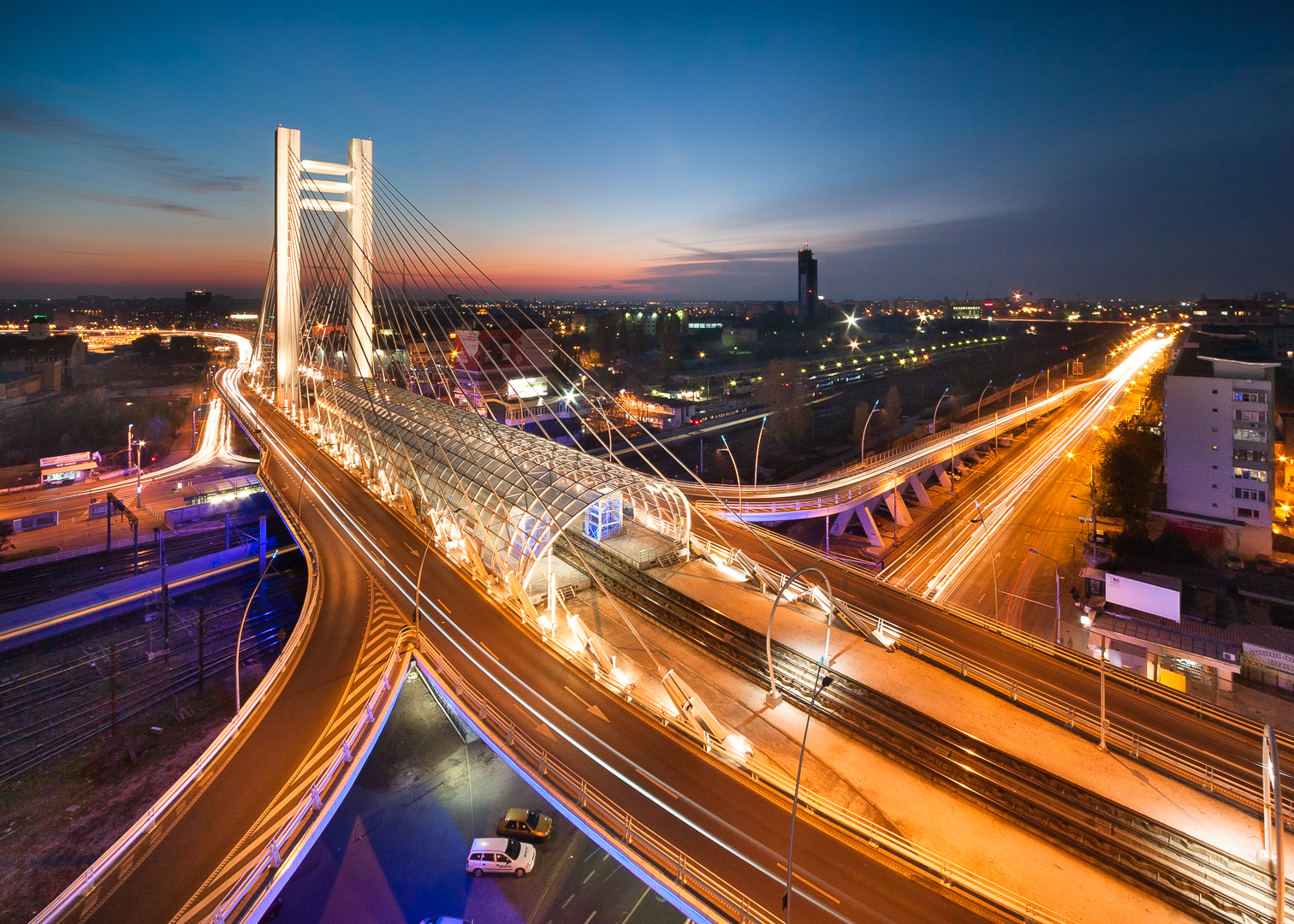
Stația de tramvai de pe Pasajul Basarab permite transferul în stația de metrou Basarab

Rețeaua Metrorex (companie aflată în subordinea MT) este separată din rețeaua de transport în comun de suprafață, administrată de către STB (companie aflată în subordinea PMB). Există bilete comune pentru ambele sisteme, iar STB asigură transportul înlocuitor temporar în cazul întreruperii circulației la metrou, precum a fost în cazul închiderii stației Obor în 2008. În plus, STB a organizat servicii de metrou ușor care leagă zonele încă nedeservite de metrou cu restul rețelei (în prezent linia 41, în PMUD fiind propuse pentru transformare, în diferite scenarii, alte 4 linii de tramvai:pp. 307, 334). Totuși, integrarea între transportul subteran și cel de suprafață este mai redusă decât ar fi de dorit.:p. 147
De-a lungul timpului s-au făcut o serie de investiții în pasaje pietonale care să permită transferul facil la alte moduri de transport: Crângași (pasaj între metrou și tramvai, neaccesibil persoanelor cu handicap), Basarab (transfer la stația de tramvai de pe Pasajul Basarab) și Gara de Nord (transfer la tren). Totuși, până la inaugurarea terminalului intermodal de la Lac Străulești, proiectele legate de interconectarea mijloacelor de transport sunt limitate la unele pasaje în stațiile Pipera sau Piața Romană. În PMUD sunt prevăzute mai multe terminale intermodale și parcări P+R care trebuie realizate până în 2030.
În noiembrie 2012 au fost introduse bilete unice Metrorex - RATB - CFR ce puteau fi încărcate pe cardurile RATB, dar în primăvara anului 2014 acestea au fost dezactivate și cititoarele de la turnicheți acoperite, în urma datoriilor neachitate de compania de transport la suprafață. Titlurile comune de călătorie puteau fi reîncărcate pe Internet sau în centrele de bilete RATB. Biletele unice au fost reintroduse în decembrie 2017, însă la un preț mai mare decât anterior, pentru a acoperi și costurile cu mentenanța sistemului, iar după lansarea legăturii feroviare cu Aeroportul Henri Coandă, au fost lansate abonamente integrate metropolitane.

## Planurile de dezvoltare
Dezvoltarea rețelei de metrou este realizată pe baza „Strategiei de dezvoltare a metroului din București, 2016 – 2030”, document aprobat de Ministerul Transporturilor în anul 2018. Aceasta are ca  scop principal „creșterea atractivității sistemului de transport cu metroul la nivelul municipiului București, prin identificarea unui echilibru între proiectele de dezvoltare a infrastructurii de metrou și cele de modernizare și mentenanță a infrastructurii existente”.:p. 54

### Extensii ale primelor 3 magistrale
Datorită numărului mare de proiecte de birouri din cartierul Pipera, atât în București cât și în Voluntari, magistrala M2 urmează să fie prelungită, în perioada 2023-2028,:p. 55 cu 2 stații în partea de nord.:p. 370  La sfârșitul anului 2021 a fost semnat un protocol privitor la extinderea M2 dincolo de stația Tudor Arghezi, până în județul Ilfov. Studiul de prefezabilitate pentru acest proiect, finalizat în noiembrie 2022, prevedea extinderea magistralei cu 3 km și 3 noi stații în comuna Berceni.
Pentru M3 sunt studiate mai multe soluții de realizare a unui terminal intermodal la intrarea de pe autostrada A1, toate variantele implicând prelungirea metroului.:p. 370

### Magistrala 4 (M4)

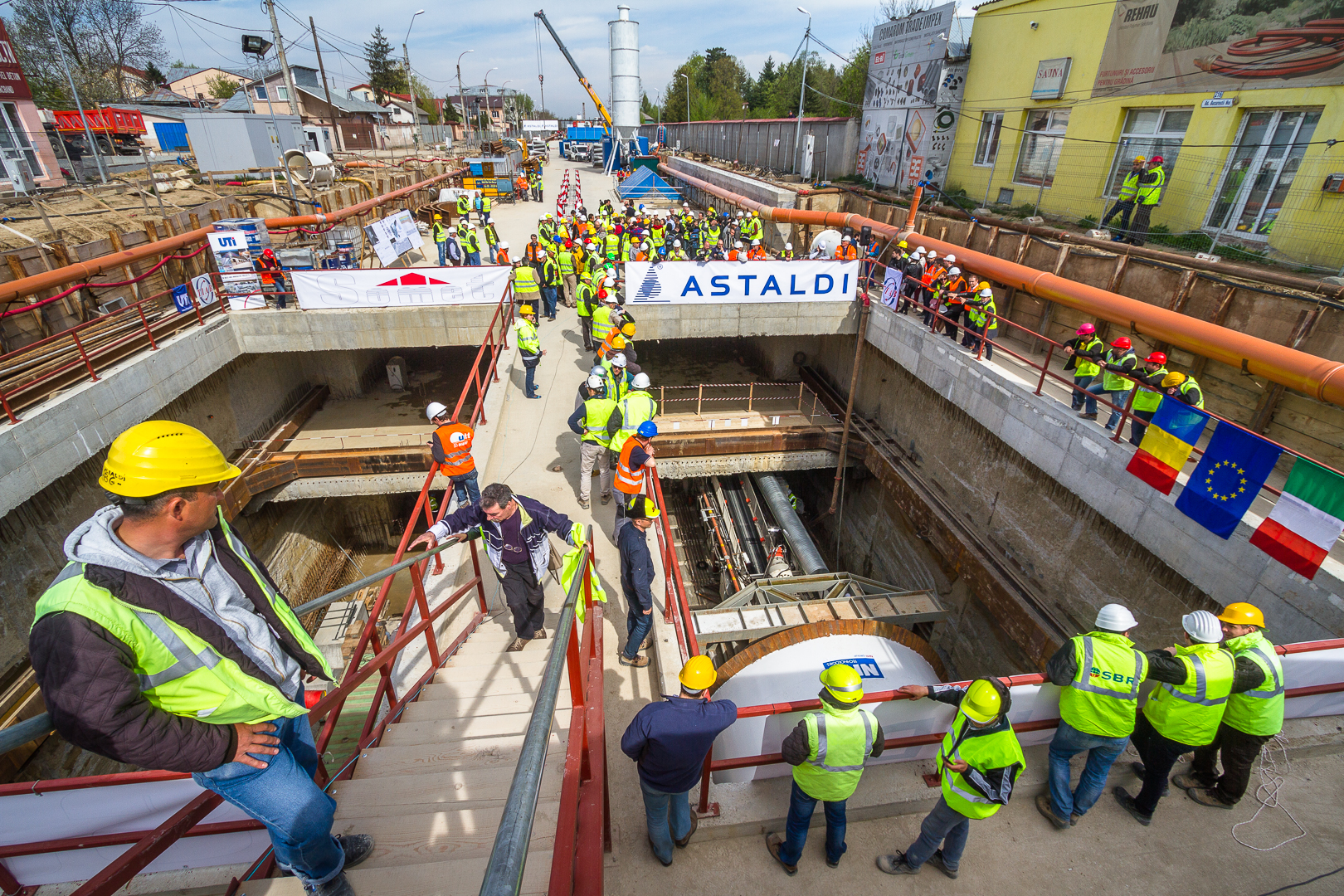
Șantierul stației Străulești, în 2015, când se afla în construcție

Între 2000 și 2017 a fost dată în folosință, gradual, linia Gara de Nord - Străulești, în urma unei finanțări de la Banca Europeană de Investiții (BEI):
- 1 martie 2000: Gara de Nord 2 - 1 Mai; 3,6 km, 4 stații - investiții de 220 milioane euro[42]
- 1 iulie 2011: 1 Mai - Parc Bazilescu; 2,62 km și 2 stații.[48]
- 31 martie 2017: Parc Bazilescu - Străulești; 2,1 km și 2 stații.[49]

În anul 2009, pe lângă lucrările de extindere până la Laromet, s-au desfășurat studii de fezabilitate pentru extinderea magistralei până la Gara Progresul (cartierul Giurgiului). Astfel se dorește ca Gara de Nord și Gara Progresul să fie conectate prin rețeaua de metrou. 
Prin studiul de fezabilitate revizuit prezentat în noiembrie 2020 a fost stabilit un traseu de aproximativ 11 km care urmează străzile Gara de Nord, Berzei, Vasile Pârvan, Hașdeu, Izvor, 13 Septembrie, Tudor Vladimirescu, Șoseaua Viilor, Șoseaua Giurgiului, terminându-se la Gara Progresul unde este prevăzut și un depou. Necesarul de material rulant este estimat la 15 trenuri pentru asigurarea unei frecvențe la orele de vârf de 90 s.

### Magistrala 5 (M5)
Construcția Magistralei 5 a început în anul 2011 și a fost fazată în mai multe tronsoane și etape: tronsonul Râul Doamnei – Universitate (în etapa I de execuție a fost construită până la Eroilor și în etapa a II-a va fi construită secțiunea Eroilor – Universitate) și tronsonul Universitate – Pantelimon, din care secțiunea până la Piața Iancului va fi realizată în etapa II. Realizarea ultimei secțiuni, dintre Piața Iancului și Pantelimon, a fost pusă sub semnul întrebării în 2016.
Pe 4 iulie 2012, Guvernul a adoptat un proiect de lege privind ratificarea unui contract de finanțare în valoare de 465 milioane euro pentru punerea în funcțiune a unei noi linii de metrou, pe ruta Universitate–Pantelimon. Secțiunea Eroilor–Universitate a fost amânată, fiind inclusă în aceeași etapă ca și segmentul Universitate–Piața Iancului.
Tronsonul va avea în total aproximativ 9 km de cale dublă și 12 stații, cu stație de corespondență cu magistrala 1 în stația Iancului. Conform raportului Metrorex din 2014, urma a fi realizat mai întâi tronsonul Iancului-Pantelimon și ulterior porțiunea din centrului orașului, între Eroilor și Iancului.:p. 42 Ulterior, din cauza refacerii liniei de tramvai dintre Piața Iancului și Pantelimon, prioritățile au fost schimbate, secțiunea Iancului-Pantelimon fiind amânată până în 2030 (conform altor surse construcția este chiar pusă sub semnul întrebării), iar porțiunea din centrul orașului a devenit prioritară, finalizarea fiind estimată în 2023.

### Magistrala 6 (M6) 1 Mai – Aeroportul Otopeni
Bucureștiul nu are o linie de metrou care să lege principalul aeroport (Henri Coandă) de principala gară (Gara de Nord) sau de oraș, dar există un proiect pentru construirea unei asemenea magistrale. Potrivit proiectului actual, magistrala va avea 14,2 km, 12 stații și un depou.:p. 42 Noua linie urmează să fie străbătută de 21 de trenuri cu câte șase vagoane și va avea o capacitate de transport de 50.000 de călători pe oră pe un singur sens.
Finanțarea sa a fost asigurată în 2009 și 2010 prin acorduri de împrumut cu Banca Japoniei și cu Agenția Internațională de Cooperare a Japoniei, costurile fiind de aproximativ un miliard de euro, urmând ca 300 milioane de euro să vină de la Banca Japoneză pentru Cooperare Internațională (JBIC). De asemenea, magistrala a fost inclusă în Master Planul de transport, putând beneficia de finanțare nerambursabilă din partea Uniunii Europene în exercițiul financiar 2014-2020.
În februarie 2016, ministrul transporturilor din acea perioadă a declarat că se ia în considerare coexistența liniei de metrou cu o linie de cale ferată pentru a asigura o legătură între aeroport și Gara de Nord până la începerea Campionatului European din 2020, decizia fiind confirmată în toamna aceluiași an. În septembrie 2016 a fost aprobat Planul Urbanistic Zonal care determină traseul pe teritoriul Municipiului București, fiind avansat ca dată de finalizare anul 2022, iar în decembrie au fost aprobați indicatorii tehnico-economici ai proiectului.
În decursul anului 2017 proiectul a avansat prin adoptarea pe 20 iulie a hotărârii de guvern cu privire la exproprierile aferente și prin emiterea acordului de mediu în 30 octombrie. De asemenea, pe 24 decembrie a fost trimisă cererea de finanțare către Comisia Europeană.
După ce în 2018 experții Comisiei au cerut mai multe explicații de la partea română, la începutul anului 2019 Comisia Europeană a anunțat că doar jumătate din această linie (șase stații, între 1 Mai și stația Tokyo, situată în zona Centrului Comercial Băneasa) va primi finanțare europeană. Printre aspectele care au făcut ca numai o parte din proiect să fie finanțat se numără estimarea de cost mai redusă decât în cazul altor proiecte similare, lipsa de coordonare cu planurile de dezvoltare ale aeroportului dar și studiul de trafic care nu a fost considerat de încredere.
Proiectul a continuat în 2019 prin lansarea procedurii de atribuire a contractului de proiectare și execuție și prin modificarea contractului de împrumut cu JBIC.:p. 44
Lucrările de execuție pentru tronsonul 1.1 (1 Mai - Tokyo), atribuite firmei Alsim Alarko-Makyol, au început pe 15 decembrie 2023.

### Magistrala 7 (M7) Voluntari (Colentina) – Bragadiru (Rahova)
Magistrala M7 este o linie planificată, cu o lungime maximă de cca. 25 km și 30 de stații, urmând a fi realizată în funcție de disponibilitatea surselor de finanțare. M7 are scopul de a prelua traficul pe direcția NE-SV, oferind acces către centrul orașului pentru două din cele mai populate zone ale orașului, dar și pentru noile zone rezidențiale de la marginea Bucureștiului. Nu a fost stabilit traseul detaliat al liniei, însă în PMUD au fost identificate 2 trasee posibile, cu lungimi și costuri diferite: Bragadiru-Voluntari și Depoul Alexandria-Colentina.:p. 321

### Magistrala 8 (M8) Crângași - Dristor
Numită și Magistrala inelară sau Semi-inelul de Sud, dorește legarea cartierelor Crângași și Dristor, legând M3, M5, M7, M4 și într-un final M2. Nu este programat a fi realizată până după 2030, din cauza costurilor foarte mari.:p. 323

## Infrastructura

### Rețeaua
Întreaga rețea comercială este subterană, cu excepția unei porțiuni foarte scurte între stațiile Dimitrie Leonida → Berceni → Tudor Arghezi la unul din capetele Magistralei M2. Rețeaua de contact este de 750V CC (intervalul admis fiind 600-950 V):p. 10, alimentarea făcându-se prin a treia șină (în trafic) sau prin pantografe (în depouri). Viteza maximă este de 80 km/h, pe șine cu ecartament de 1432 mm și o rază minimă a curbelor de 100 m.
Peroanele stațiilor au o lungime de 120 m și o înălțime de 1,1 m.:p. 6 Din anul 2014 există facilități pentru persoanele cu dizabilități în aproape toate stațiile.:p. 8 Stațiile de pe magistralele M3 și M4 sunt dotate cu sisteme de informare a călătorilor cu privire la ora de sosire a următorului tren, iar celelalte magistrale au cronometre ce afișează timpul trecut de la trecerea ultimului tren.

#### Spații tehnice
Spațiile tehnice ale metroului sunt folosite pentru desfășurarea activităților care nu implică interacțiunea cu călătorii. Acestea includ depourile, remizele, liniile tehnice, dar și ateliere, depozite și magazii.:p. 174 Unele dintre acestea sunt realizate prin schimbarea destinației unor tunele de acces.
Rețeaua este deservită de 6 depouri, două pe M1 (Ciurel și Pantelimon), unul pe M2, construit pe 2 nivele (Berceni), unul pe M3 (Militari), unul pe M4 (Străulești) unul pe M5 (Valea Ialomiței). În plus, mai există și alte zone de garare, printre care la Gara de Nord, Eroilor și diverse remize ale unor stații.

#### Semnalizare
Semnalizarea este asemănătoare cu cea a C.F.R.. Semnalele au indicații în funcție de felul trenului și al liniei pe care circulă.
| Linie neechipată cu sistem ATP | Linie echipată cu sistem ATP | Linie echipată cu sistem ATP |
| Linie neechipată cu sistem ATP | Trenuri echipate cu sistem ATP | Trenuri neechipate cu sistem ATP |
| --- | --- | --- |
| - Roșu: OPREȘTE fără a depăși semnalul - Roșu intermitent: deplasare cu viteză redusă (5-10 km/h) pentru a putea observa orice obstacol - Galben: Liber cu viteză stabilită (viteza maximă admisă), semnalul următor ordonă oprirea - Galben intermitent: Liber cu 20 km/h. ATENȚIE! se schimbă firul de circulație, semnalul următor e pe liber cu viteză redusă - Verde: Liber cu viteză stabilită, semnalul următor e pe liber - Verde intermitent: Liber cu viteză stabilită pe abatere (schimbarea firului de circulație pe macaz), semnalul următor e pe liber | - Roșu: OPREȘTE fără a depăși semnalul - Roșu + ATP: Liber cu viteză stabilită - Galben: Liber cu viteză stabilită, ATENȚIE! se schimbă firul de circulație - Verde: Liber cu viteză stabilită | - Roșu sau Roșu + ATP: OPREȘTE fără a depăși semnalul - Galben: Liber cu viteză de 20 km/h ATENȚIE! se schimbă firul de circulație - Verde: Liber cu viteză stabilită |

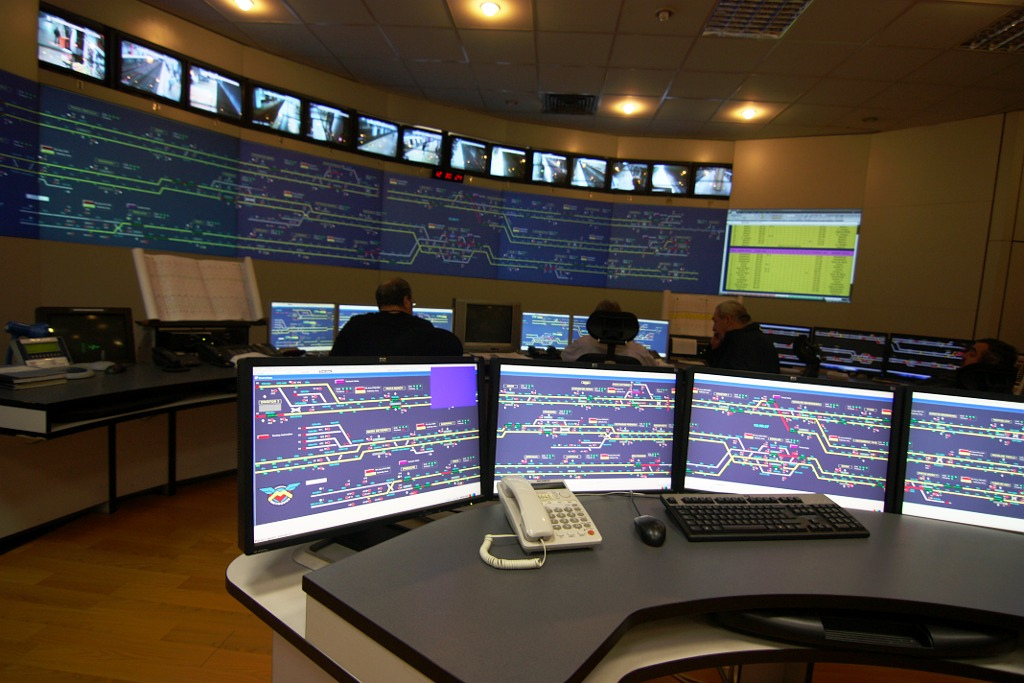
Dispeceratul central al metroului

#### Sisteme de siguranță

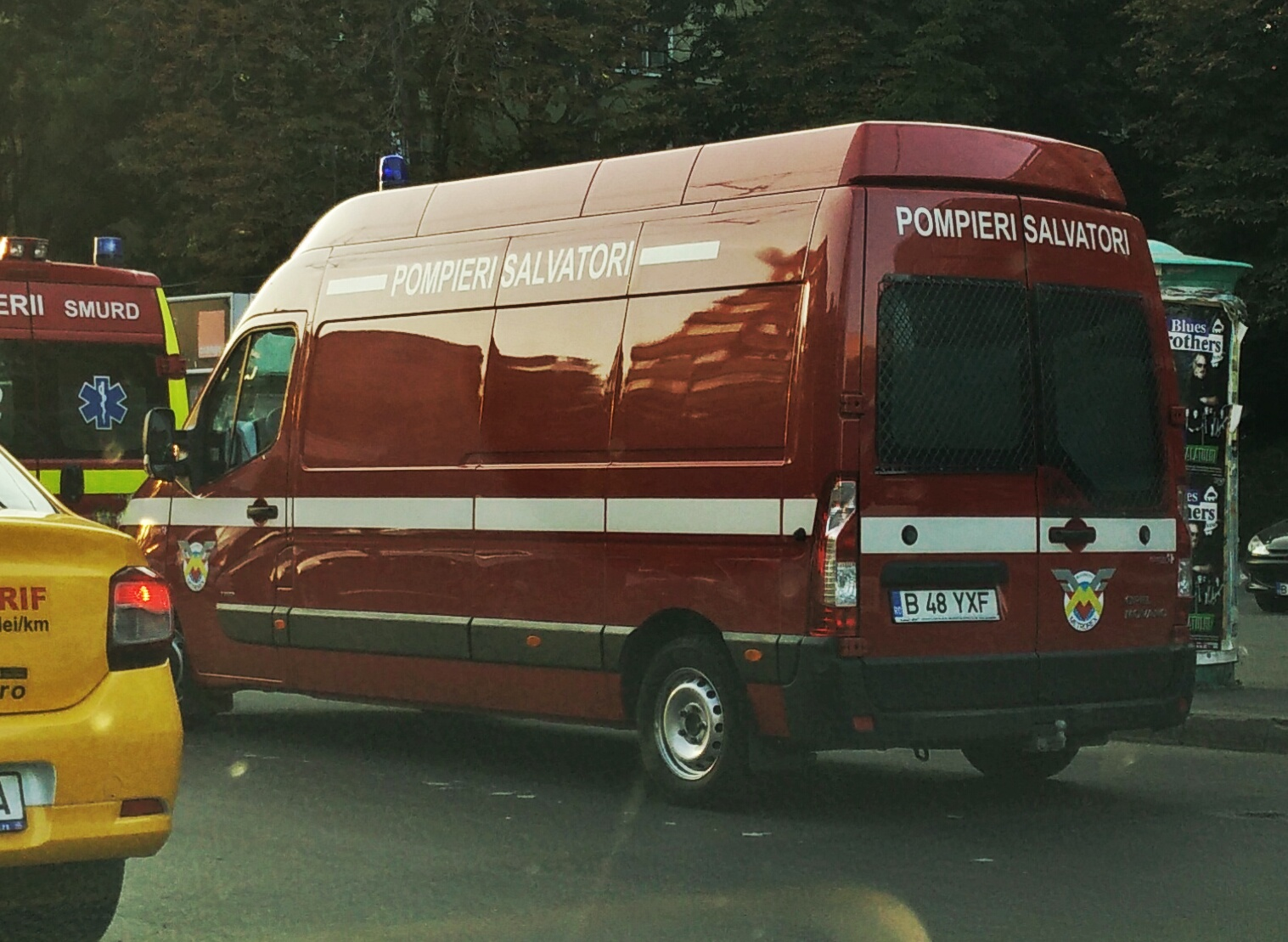
Salvatori Metrorex la stația Gorjului

Stațiile metroului din București sunt dotate cu sisteme de stingere a incendiilor, de supraveghere video, instalație de sonorizare și sisteme de alarmare rapidă în cazul unor probleme (borne S.O.S.).:p. 14 De asemenea, compania deține un serviciu de salvare cu 50 de angajați pregătiți în securitate minieră, plasați în stațiile Basarab și Piața Unirii, dar și un serviciu specializat de poliție. Serviciul de salvatori este cel ce ghidează în subteran echipajele ISU.
Stațiile metroului au fost prevăzute și ca adăposturi anti-aeriene, unele dintre ele putând fi izolate ermetic cu porți din metal, care însă nu au fost folosite niciodată. Fiecare stație este dotată cu un punct de supraveghere tehnică ce oferă o imagine globală asupra stării funcționale a instalațiilor,:p. 14 toate stațiile fiind conectate la dispeceratul central.:p. 4
Siguranța circulației este asigurată de sistemele ATC/ATO ce asigură respectarea vitezelor maxime, oprirea automată în cazul depășirii semnalelor și oprirea automată la peron, dar și prin sistemul de tip „om mort” care asigură oprirea imediată a trenului în cazul în care mecanicul nu mai este disponibil.:p. 14-15 Comunicarea între dispeceratele de ramură și trenuri se face prin stații radio fixe și mobile (cu apel selectiv sau fiecare cu fiecare), iar între stații prin linii telefonice. Aceste sisteme pot fi folosite și de personalul care execută lucrări în tunele.:p. 14

#### Mentenanță și instalații

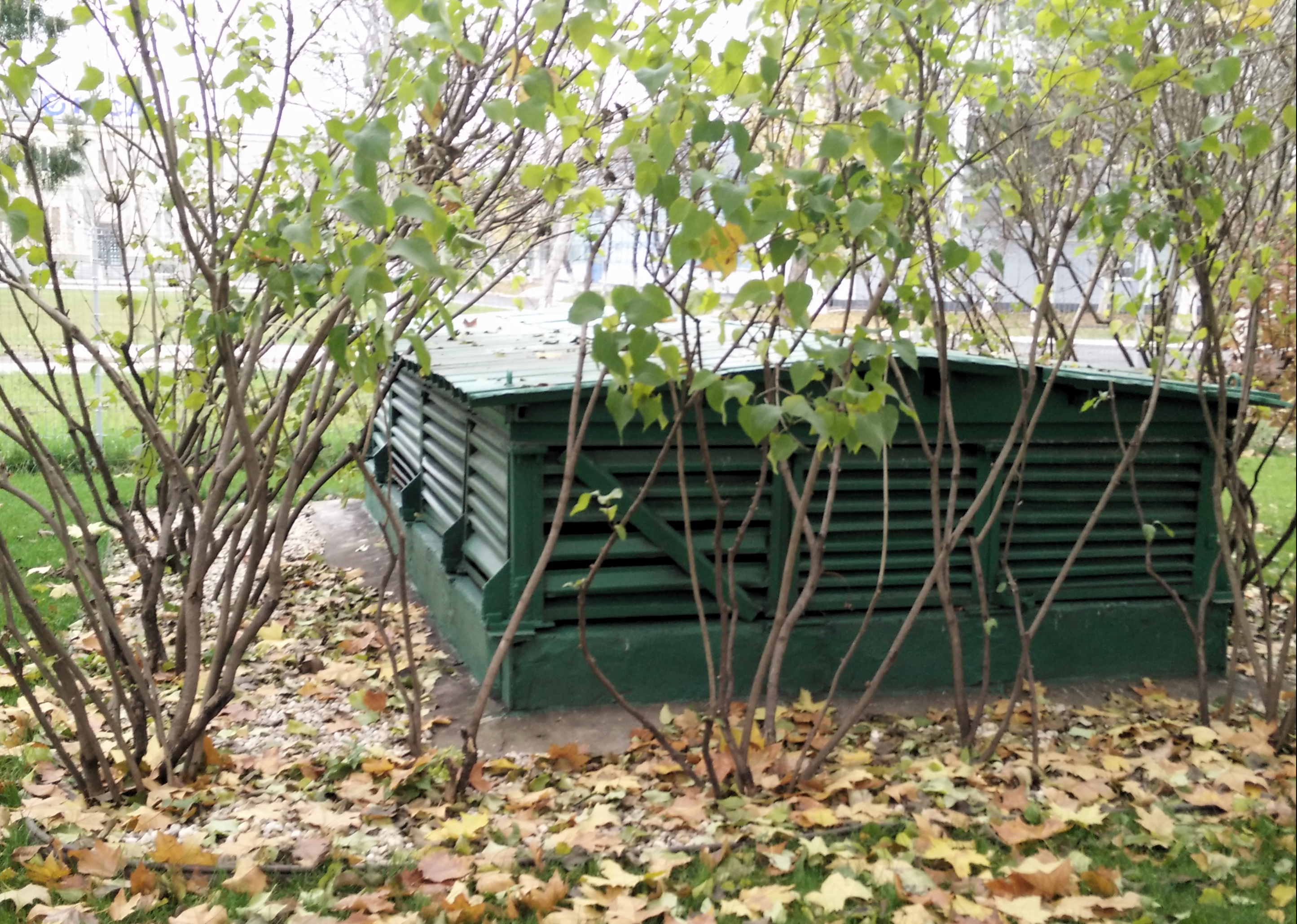
Gură de aerisire pentru sistemul de ventilație al stației Păcii

Metrorex asigură un sistem de întreținere preventivă a rețelei, ce cuprinde intervenții zilnice, revizii periodice, reparații curente și capitale.:p. 15 Acestea au loc de obicei în intervalul 0:30-4:30 al fiecărei zile, când trenurile nu circulă. Intervențiile din tunele constau în înlocuirea șinelor și a aparatelor de cale (macazuri), oprirea infiltrațiilor de apă prin injecții cu bentonită, argilă sau poliuretan.
Pe lângă instalațiile destinate călătorilor (panouri de informare, scări rulante, sistem de taxare etc.) metroul trebuie să asigure și ventilarea stațiilor, tunelelor și spațiilor tehnice, dar și alimentarea cu curent electric, cu apă pentru consumul propriu și stingerea incendiilor și canalizare. Instalațiile de ventilație trebuie să asigure un debit mediu de 300.000 m3/h pentru fiecare stație, cu posibilitatea inversării fluxului de aer: în timpul verii din stație spre tunel, iar iarna dinspre tunel spre stație, pentru a folosi căldura degajată de trenuri la încălzirea spațiilor publice. Spațiile tehnice au sisteme dedicate, conform cerințelor specifice ale fiecărei zone.:p. 13 Alimentarea cu apă se face atât din rețeaua publică, cât și din mai mult de 19:p. 17 puțuri proprii de mare adâncime, cantitatea consumată fiind de maxim 55 m3/h. Stațiile și interstațiile sunt prevăzute cu hidranți, unele zone având și sisteme fixe de stingere a incendiilor (sprinklere), iar apele uzate sunt deversate în rețeaua de canalizare a orașului.:p. 13
În niciunul din tipurile de trenuri ale metroului nu au fost montate sisteme de climatizare, deși într-un audit din 2015, Curtea de Conturi considera sistemul de ventilație al vagoanelor de metrou insuficient pentru a menține un climat de confort termic pentru călători. Motivele menționate de Metrorex pentru această decizie țin de prețul suplimentar al sistemelor de aer condiționat, precum și de necesitatea evacuării cantității suplimentare de căldură din tunele și stații.

### Materialul rulant
| An   | Vagoane în inventar | Vagoane în circulație |
| ---- | ------------------- | --------------------- |
| 2007 | 704                 | 271                   |
| 2008 | 614                 | 363                   |
| 2009 | 608                 | 267                   |
| 2010 | 550                 | 300                   |
| 2011 | 550                 | 301                   |
| 2012 | 544                 | 308                   |
| 2013 | 490                 | 312                   |
| 2014 | 546                 | 300                   |
| 2015 | 546                 | 312                   |
| 2016 | 594                 | 306                   |
| 2017 | 594                 | 300                   |
| 2018 | 594                 | 300                   |
| 2019 | 594                 | 330                   |
| 2020 | 574                 | 330                   |
| 2021 | 574                 | 342                   |
| 2022 | 546                 | 342                   |
| 2023 | 546                 | 348                   |

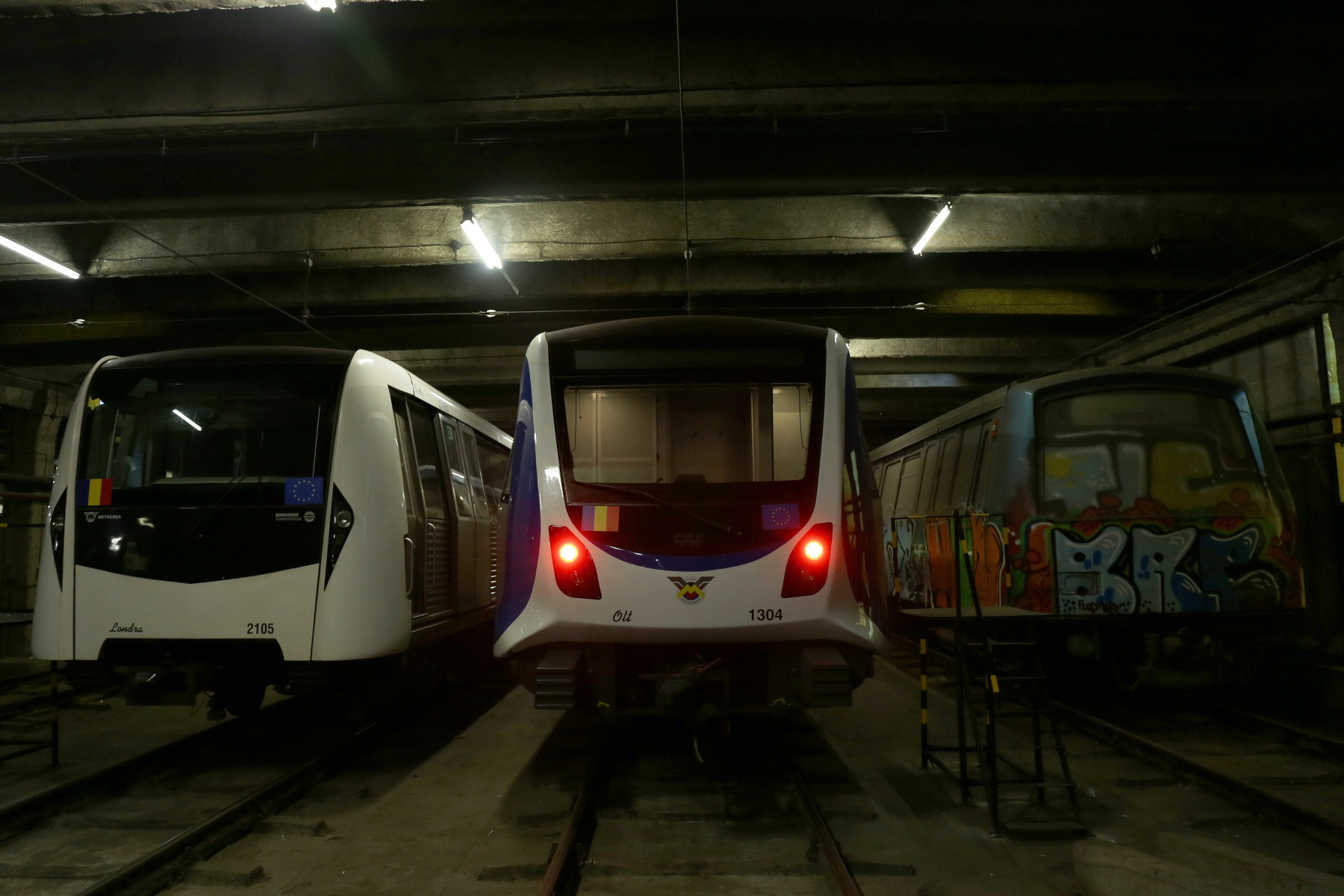
Cele 3 tipuri de trenuri ale Metrorex

Din aprilie 2024, parcul de material rulant de călători al metroului este format din patru tipuri de trenuri: IVA Astra, Bombardier Movia 346, CAF (Construcciones y Auxiliar de Ferrocarriles) și Alstom Metropolis.
Numărul de vagoane aflate în inventarul Metrorex era de 546 (91 de trenuri de 6 vagoane) în 2023, iar evoluția sa din 1990 este prezentată în graficul din partea dreaptă, realizat pe baza datelor INSSE. Nu toate vagoanele aflate în inventar sunt în parcul circulant.
Activitatea de mentenanță a fost externalizată către subsidiara din România a Alstom pentru 15 ani, începând cu 1 iulie 2004,:p. 24 la un preț mai mare decât cel plătit pentru contracte similare în alte rețele de metrou, ceea ce a dat naștere unor bănuieli de corupție. Calitatea lucrărilor efectuate a fost uneori contestată. Contractul a fost renegociat în 2011 pentru reducerea costurilor și a expirat la sfârșitul anului 2019. Datorită unor modificări legislative nu a fost organizată o nouă licitație, ci a fost negociată prelungirea contractului pentru încă un an.:p. 31 Un nou contract pe 15 ani a fost semnat în 2021 cu același furnizor.

#### Ramele electrice IVA Astra
| Imagine indisponibilă      |  | Imagine indisponibilă |
| Ramă IVA Astra și interior |  |                       |

Ramele IVA Astra (Întreprinderea de vagoane Arad, actualmente Astra Arad) sunt rame de concepție românească, livrate între 1978 și 1989. În total au fost produse 252 de rame, adică 504 vagoane. Ele au fost proiectate inițial pentru a funcționa doar câte o ramă, însă au funcționat și grupate în trenuri de câte 2 sau 3:p. 17 rame (4, respectiv 6 vagoane). Numărul lor actual exact nu este cunoscut deoarece ele au fost trimise la depouri diferite, iar majoritatea au fost casate. Conform Metrorex, în decembrie 2014 mai existau 5 de trenuri (15 de rame/30 de vagoane) în exploatare, mai multe fiind păstrate în inventar.
În anii '90 au existat mai multe proiecte de modernizare a ramelor IVA. Unele dintre ele au avut modificări importante la partea tehnică, primind componente electrice sau boghiuri noi, precum și aer condiționat pentru cabina mecanicului. Lucrările au fost făcute simultan de mai multe companii: Astra Arad, Faur și Electroputere Craiova. Dintr-un motiv necunoscut, deși ele au fost pregătite efectuând anumite probe, conducerea a abandonat acest proiect, cele 7 trenuri rămânând în conservare în Depoul Berceni. În anul 1995, conducerea metroului a decis să fie construite niște vagoane intermediare, fără post de conducere precum cele actuale, pentru a transforma ramele de 2 vagoane în rame de 3 vagoane. Cel puțin patru vagoane au fost construite de Astra Arad, însă, din motive tehnice și financiare proiectul a fost abandonat, vagoanele fiind abandonate în triajul gării Arad.
În anul 2000, mai multe vagoane IVA au fost modernizate și dotate cu sistem ATO/ATP Dimetronic special pentru M4.:slide 10 În anul 2008, Alstom, compania care se ocupă cu întreținerea trenurilor Metrorex, a modernizat un vagon al unei rame vechi. Deși la partea tehnică acesta nu a fost modernizat decât primind unele piese noi, acesta are modificări drastice la design. Partea frontală exterioară a fost modificată și înlocuită cu o mască modernă din plastic, iar la interior a primit scaune, geamuri și bare noi.:slide 39
Între 2011 și 2014 au fost modernizate 15 trenuri IVA ca parte a contractului de mentenanță semnat cu Alstom. S-a acționat asupra elementelor electrice și pneumatice, dar nu și asupra aspectului.:slide 38

#### Trenurile Bombardier Movia 346
| Imagine indisponibilă                 |  | Imagine indisponibilă |
| Tren Bombardier MOVIA 346 și interior |  |                       |

Trenurile Bombardier (model MOVIA 346) au fost achiziționate în cadrul unui program desfășurat între 1999 și 2008, fiind introduse în circulație începând cu anul 2003. Au fost produse de Bombardier Transportation și asamblate în mare parte la Electroputere Craiova.:slide 20 În total au fost achiziționate 44 de trenuri.
Există 2 serii de trenuri Bombardier. Trenurile ce poartă nume de flori, cu numere de la 001 la 018, reprezintă prima comandă a Metrorex și sunt cunoscute ca BM2 (Bucharest Metro 2).:p. 18 Aceste trenuri sunt utilizate pe M1, M3 si cel mai mult pe M5. Trenurile ce poartă numele capitalelor europene, cu numere de la 101 la 126 și cunoscute ca BM21:p. 18, sunt utilizate pe M1 și M3, iar ocazional pe M2. În buletinul AFER pot fi găsite numerele de parc și numele trenurilor Bombardier din prima și a doua serie.

#### Trenurile CAF
| Imagine indisponibilă |  | Imagine indisponibilă |
| Tren CAF              |  |                       |

| Imagine indisponibilă           |  | Imagine indisponibilă |
| Cabina și boghiul unui tren CAF |  |                       |

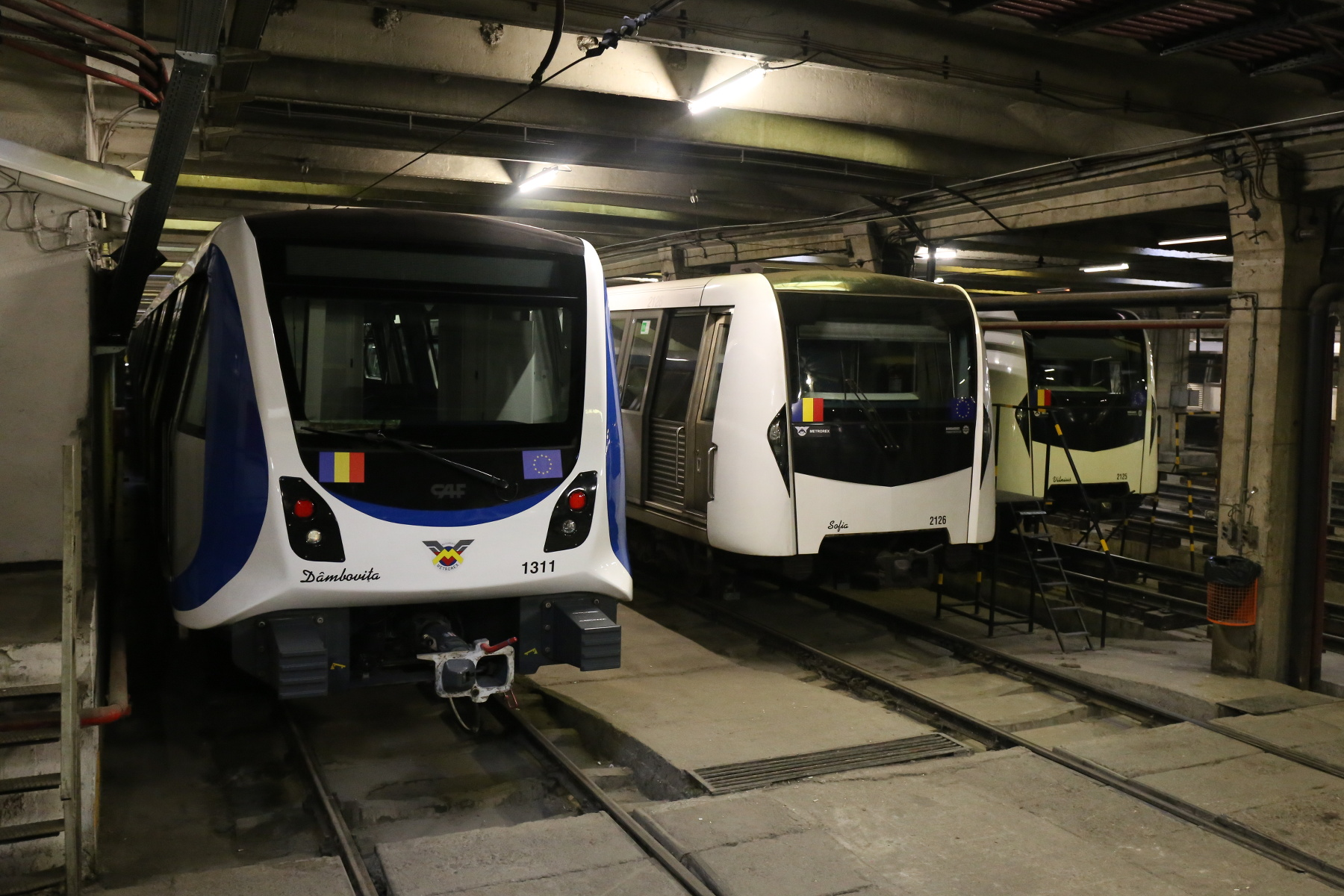
Trenuri în hala de parcare

În urma unei licitații din 2011, Metrorex a comandat 16 trenuri produse de CAF, pentru o sumă de peste 97 de milioane de euro, trenuri care au fost puse în circulație începând cu iunie 2014. Contractul prevedea și opțiunea unei comenzi suplimentare de 8 trenuri, care a fost activată la sfârșitul lui 2014. Trenurile au 114 m lungime, 3,2 m lățime și o capacitate de 1200 de călători, asamblarea finală fiind făcută la Atelierele CFR Grivița.
Punerea în funcțiune a noilor trenuri s-a făcut cu dificultate, sindicaliștii susținând că anumite peroane au trebuit „tăiate” pentru a asigura distanțele de securitate necesare. Compania a susținut că trenurile sunt conforme cu normele în vigoare la momentul respectiv, dar că în unele zone peroanele au fost construite cu toleranțe prea mari, existând riscul unor interferențe în cazul unor mișcări ample ale trenurilor.
Pe 26 iunie 2014, Metrorex a lansat procedura de achiziție publică, pentru achiziția de trenuri noi de metrou pentru Magistrala 5, având ca obiect cumpărarea a cel mult 51 trenuri noi. La licitație au participat mai multe companii, iar câștigătoare a fost declarată tot compania CAF, pentru 309 milioane de euro, însă licitația a fost suspendată de CNSC în urma deschiderii unui dosar penal pentru acte de corupție. În decembrie 2015 un angajat al Metrorex a fost trimis în judecată pentru oferirea de informații secrete către CAF.
Prima serie de trenuri de tip CAF poartă numele unor râuri din România (lista cu numele poate fi găsită în presă), au numere de la 301 la 316 și sunt utilizate pe M2, fiind puse în funcțiune în semestrul II al anului 2014. 
Și a doua serie poartă numele unor râuri din România, având numere de la 317 la 324. Ele au fost livrate începând cu luna decembrie 2015 și au fost puse gradual în funcțiune până pe 30 iunie 2016. Modelul este cunoscut ca BM3.

#### Alstom Metropolis

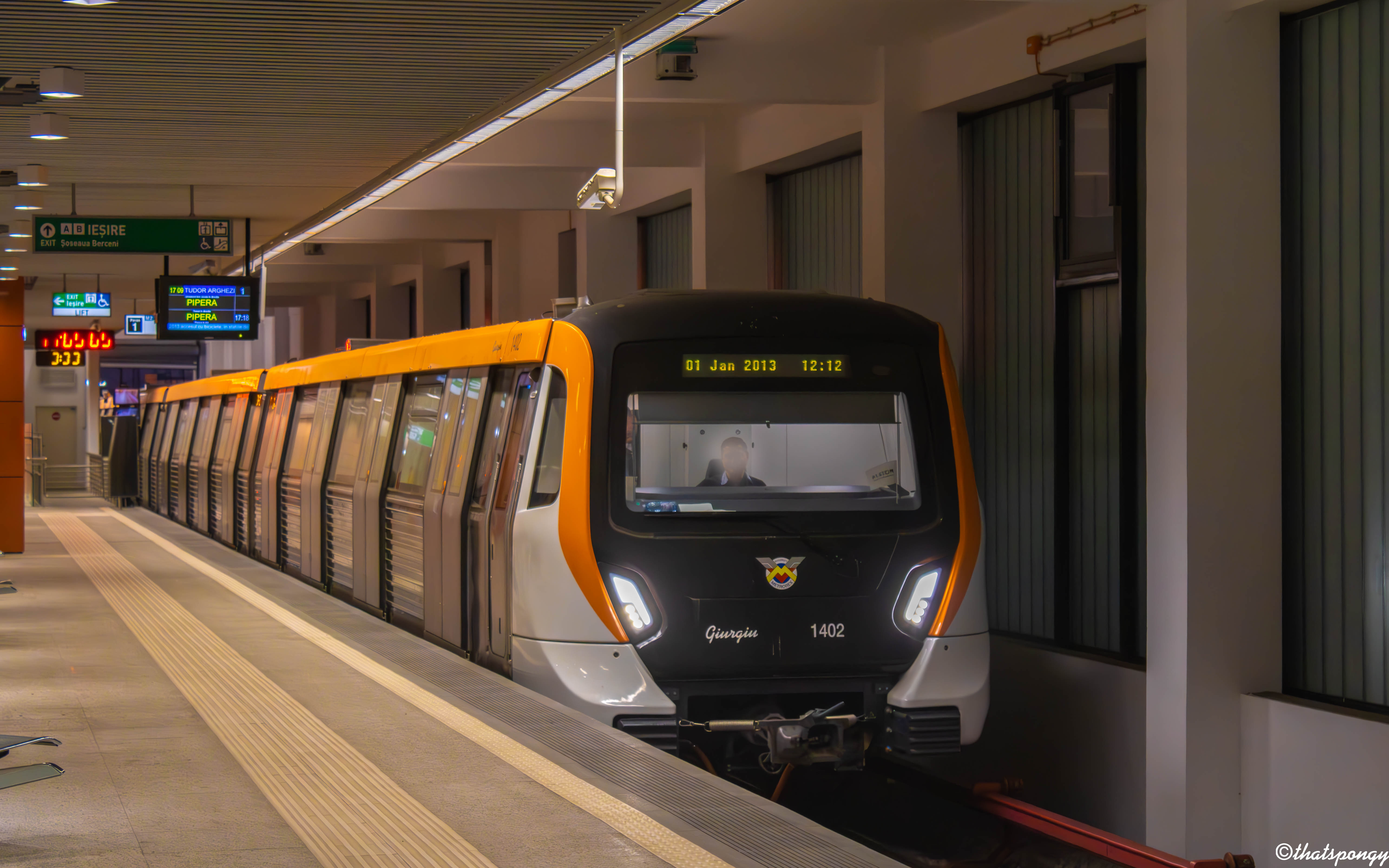
Tren Alstom Metropolis

În urma anulării primei licitații de trenuri pentru linia M5, pe 22 martie 2019 a fost lansată o nouă licitație pentru achiziția a 13 trenuri destinate secțiunii Râul Doamnei - Eroilor. Aceasta prevedea și achiziția unui simulator, a unui set de scule specializate, precum și opțiunea de a mai achiziționa încă 17 trenuri. Licitația a fost câștigată de Alstom, cu modelul Metropolis iar contractul a fost semnat pe 2 decembrie 2020, primele trenuri urmând să fie livrate în maxim 30 de luni.
În realitate, livrările au întârziat, primul tren ajungând în aprilie 2024 în depoul Berceni. Până la sfârșitul anului au mai sosit încă 4 rame.

#### Material rulant tehnologic
Pe lângă trenurile de călători, Metrorex deține și alte tipuri de material rulant folosit pentru mentenanța rețelei: 8 locomotive diesel-hidraulice, 5 drezine și 11 vagoane și utilaje de intervenție.:p. 30

## Serviciile pentru călători

### Bilete și abonamente
Utilizarea sistemului de metrou în București se face pe baza unei cartele magnetice, care dă dreptul fie la un număr fix de călătorii pe o perioadă mai lungă, fie la un număr nelimitat de călătorii într-o perioadă fixă.
Începând cu 1 ianuarie 2025, tarifele disponibile sunt:
- Cartele cu număr de călătorii
  - Cartelă de o călătorie - 5 lei, tarif folosit și pentru sistemele alternative de plată
  - Cartelă comună STB-metrou de o călătorie - 5 lei
  - Cartelă de 2 călătorii - 10 lei
  - Cartelă de 10 călătorii - 40 lei
  - Cartelă STB-metrou cu 10 călătorii - 45 de lei
- Abonamente cu număr nelimitat de călătorii:
  - Abonament pentru o zi - 12 lei
  - Abonament STB-metrou pentru o zi - 14 lei
  - Abonament 72 h - 35 lei
  - Abonament săptămânal - 45 lei
  - Abonament lunar - 100 lei
  - Abonament pe 6 luni - 500 lei
  - Abonament anual - 900 lei

În cazul abonamentelor săptămânale și lunare este permis un singur acces la fiecare 15 minute. Pe lângă titlurile de călătorie plătite, mai există și legitimații de călătorie gratuite, nominale, destinate veteranilor de război, deținuților politici, revoluționarilor, persoanelor cu handicap, precum și altor categorii asociate.
A existat și un sistem de plată prin SMS, dezactivat în cursul anului 2014, singurele modalități de plată fiind în prezent cartelele și abonamentele achiziționate de la case sau automate și cititoarele NFC de la turnicheți, ce permit călătoria cu cardul compatibil contactless. În mai 2016, Metrorex a semnat un contract pentru implementarea plății cu cardul la case și automate.
Biletele de metrou nu pot fi folosite pe sistemul de transport STB, adică pe autobuzele, troleibuzele sau tramvaiele din București, acestea folosind alt sistem de bilete. În noiembrie 2012 au fost introduse bilete unice Metrorex - RATB, ce puteau fi încărcate pe cardurile RATB, dar în primăvara anului 2014 au fost dezactivate și cititoarele de la turnicheți acoperite, în urma datoriilor neachitate de compania de transport la suprafață.  Cartelele comune au fost reintroduse în decembrie 2017, iar din 2021, odată cu alegerea unui tarif unic, durata de folosire a fost extinsă de la 60 la 120 de minute.

### Orar și frecvență
Trenurile de metrou circulă între orele 5 și 23 (prima și ultima plecare din capăt), la stația Piața Unirii făcându-se transferul între magistrale. Intervalul de succedare a trenurilor depinde de perioada anului, de ziua săptămânii și de oră. Există un program redus în timpul vacanței de vară, când mobilitatea utilizatorilor scade,  iar cu ocazia unor evenimente speciale (meciuri, spectacole) și a sărbătorilor majore programul de circulație este prelungit.

### Servicii și facilități pentru călători
Accesul în stațiile de metrou se face prin scări fixe, scări rulante, lifturi sau platforme înclinate, majoritatea stațiilor fiind accesibile persoanelor cu dizabilități. Arhitectura stațiilor este diferită, fiind adaptată situației specifice, însă majoritatea stațiilor se întind pe două nivele: vestibulul și peronul. După punerea în serviciu a stațiilor, au mai fost construite ieșiri suplimentare (de exemplu la Piața Victoriei și Tineretului) sau tuneluri ce leagă metroul de diverse centre comerciale (Piața Sudului de Sun Plaza, Piața Unirii de Unirea Shopping Center).
De la deschidere până în anul 2017, controlul accesului s-a făcut în toate stațiile prin turnicheți rotativi dotați cu trei bare, care erau deblocați în momentul în care călătorul plătea călătoria. Începând cu luna aprilie 2017, sistemul de acces din 41 de stații a fost modificat, fiind introduse porți batante și un sistem de taxare ce va permite mai multe modalități de plată (cartele magnetice, carduri contactless, prin telefonul mobil etc.)
În spațiile de acces au fost amenajate diverse spații comerciale (restaurante, librării, magazine), uneori cu nerespectarea spațiilor de evacuare, iar pe peroane sunt prezente automate cu alimente și băuturi. Spațiile comerciale sunt administrate de compania Sindomet, ce aparține sindicaliștilor de la metrou. În stațiile Grozăvești, Piața Unirii și Apărătorii Patriei sunt amenajate spații sportive (sală de forță, de box și de lupte) unde activează Clubul Sportiv Metrorex.
În ceea ce privește rețelele publice de telecomunicație, toate companiile de telefonie mobilă au acoperire în stațiile de metrou, iar compania RCS & RDS oferă și acoperire Wi-Fi.

## Accidente și incidente
Încercările de suicid la metrou și căderile accidentale pe șine sunt bine reflectate de presă din cauza perturbărilor de circulație produse, dar numărul lor exact nu este raportat oficial. O statistică din 2011 menționează 6 tentative, din care majoritatea eșuate. Pe 12 decembrie 2017 au avut loc o crimă și o tentativă de omor comise de aceeași persoană prin împingerea victimelor în fața trenurilor de metrou. Persoana vinovată a fost condamnată la închisoare pe viață.
De-a lungul istoriei metroului bucureștean au avut loc mai multe incidente ce au provocat închiderea unor porțiuni de linie și evacuarea călătorilor. În timpul construirii primelor trei magistrale, complexul de stații de la Piața Unirii a fost inundat de mai multe ori de râul Dâmbovița. În 1983, stația Piața Unirii 1 a fost inundată în urma lucrărilor la Magistrala II, iar pe 1 mai 1987, ambele stații de la Piața Unirii au fost inundate, circulația fiind oprită timp de 5 zile. În anii 2010 numărul de evenimente a crescut, lucru pus de liderii sindicali pe seama unor probleme de fiabilitate ale trenurilor CAF sau a întreținerii deficitare a rețelei și a materialului rulant.
Deoarece metroul reprezintă un tip de transport feroviar, accidentele și incidentele produse pe rețea sunt investigate de Agenția de Investigare Feroviară Română (AGIFER).

## Metroul bucureștean și cultura
Metroul a inspirat cântecul „Trenul galben fără cai” (1984), cântat de Angela Similea. De asemenea, a fost scena unor filme artistice („Cale liberă”) sau documentare („Copiii subteranelor - Aurolacii din București”).
Metroul găzduiește periodic acțiuni culturale, precum spectacole de teatru, concerte și altele. Ocazional, cu ocazia unor evenimente precum finala Europa League de la București, ziua Europei sau aniversarea a 100 de ani de la înființarea COSR, numele unor stații au fost schimbate, în mod simbolic, pentru perioade mici de timp. Schimbarea presupune de obicei un număr de bannere sau plăcuțe, dar nu și schimbarea anunțurilor din trenuri.